# Бруклинский музей
Бруклинский музей (англ. Brooklyn Museum) — один из крупнейших художественных музеев США, является одной из главных достопримечательностей Нью-Йорка. Расположен в здании стиля бозар, построенном по проекту архитекторов из бюро McKim, Mead & White, в районе Краун-Хайтс в центре Бруклина.
Площадь музея — 52 000 м². Ежегодно музей посещают около 500 тысяч человек. Собрание музея насчитывает более полутора миллионов экспонатов западного, африканского, океанического, японского и современного искусства. Американское искусство широко представлено, начиная с колониального периода.
В музее представлены работы художников Марка Ротко, Эдварда Хоппера, Нормана Роквелла, Уинслоу Хомера, Эдгара Дега, Джорджии О’Кифф и Макса Вебера. В музее также есть «Сад мемориальных скульптур», в котором представлены сохранившиеся архитектурные элементы со всего Нью-Йорка.

## История
В 1823 году была основана Библиотека Бруклинских учеников, она переехала в здание Бруклинского лицея на Вашингтон-стрит в 1841 году, в 1843 году они объединились в Бруклинский институт, который предлагал выставки живописи и скульптуры и лекции на различные темы.

В 1890 году Бруклинский институт искусств и наук под руководством директора Франклина Хупера приступил к разработке Бруклинского музея. Музей оставался подразделением Бруклинского института искусств и наук вместе с Бруклинской музыкальной академией, Бруклинским ботаническим садом и Бруклинским детским музеем до 1970-х годов, после все они стали независимыми.

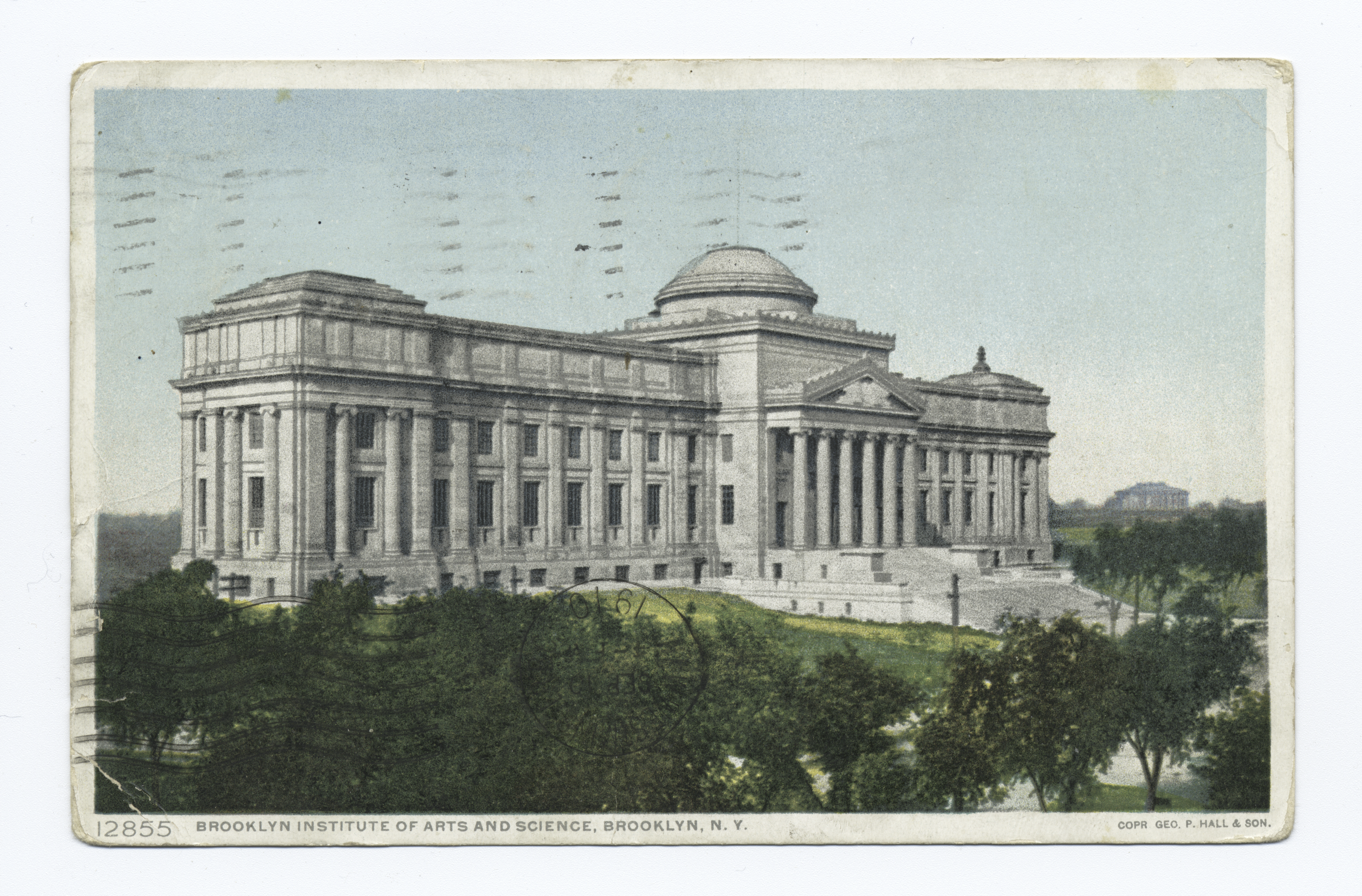
Бруклинский институт искусств и наук, открытка, начало XX века

Здание музея было открыто в 1897 году, оно было построено строительной компанией Carlin, и представляло собой стальную каркасную конструкцию, облицованную каменной кладкой, в стиле неоклассического возрождения, спроектированную архитектурной фирмой McKim, Mead & White. Первоначальный проект Бруклинского музея предполагал сооружение в четыре раза больше того, что было построено с 1893 по 1927 год, когда строительство закончилось после снижения поддержки проекта.
Скульптор Даниэль Честер Френч был главным дизайнером скульптур фронтона и монолитных фигур вдоль карниза. Фигуры были созданы 11 скульпторами и вырезаны братьями Пичирилли. Даниэль также спроектировал две аллегорические фигуры Бруклина и Манхэттена, которые в настоящее время стоят по бокам входа в музей, созданные в 1916 году для бруклинского подхода к Манхэттенскому мосту, и перенесенные в музей в 1963 году.
К 1920 году Нью-Йоркское метро продлили до музея со станцией метро.
После первого директора Франклина Хупера, с 1914 по 1934 года этот пост занимал Уильям Генри Фокс. За ним последовали Филип Ньюэлл Юц (1934—1938), Лоуренс Пейдж Робертс (1939—1946), Изабель Сполдинг Робертс (1943—1946), Чарльз Нагель — младший (1946—1955) и Эдгар Крейг Шенк (1955—1959), Томас С. Бюхнер (1960—1971), Дункан Ф. Камерон (1971—1973), Майкл Ботвиник (1974—1982), Линда С. Фербер (1983), Роберт Т. Бак (1983—1996).
В 1997 году Бруклинский музей сменил свое название на Бруклинский художественный музей, незадолго до начала срока Арнольда Л. Лемана на посту директора. 12 марта 2004 года музей объявил, что он вернется к своему прежнему названию. В сентябре 2014 года Леман объявил, что уходит в отставку в 2015 году. В мае 2015 года президент и художественный руководитель Creative Time Анн Пастернак была назначена следующим директором музея, и вступила в должность 1 сентября 2015 года.

## Финансирование
Бруклинский музей, вместе с Метрополитен-музеем, Американским музеем естественной истории, Бруклинским ботаническим садом и многими другими, входит в Группу культурных учреждений (CIG). Учреждения-члены занимают землю или здания, принадлежащие городу Нью-Йорку, и получают часть своего ежегодного финансирования от города. Бруклинский музей также пополняет свои доходы за счет средств федерального правительства и правительств штатов, а также пожертвований частных лиц и организаций.
В 1999 году в музее прошла выставка Чарльза Саатчи Sensation, и привела к судебному разбирательству по поводу муниципального финансирования Нью-Йорка учреждений, демонстрирующих спорные произведения искусства, в конечном итоге было принято решение в пользу музея на основании Первой поправки.
В 2005 году музей вошёл в число 406 учреждений искусства и социального обслуживания Нью-Йорка, получивших часть гранта в размере 20 миллионов долларов от Корпорации Карнеги при участии мэра города Майкла Блумберга.
В музее проходит ежегодный Бал бруклинских артистов, в котором принимают участие такие знаменитости, как Сара Джессика Паркер и Лив Тайлер.
В условиях пандемии COVID-19 и её негативного влияния на доходы, музей собрал средства для пожертвований на оплату ухода за коллекциями путем продажи или снятия с учёта произведений искусства. В октябре 2020 года в продажу поступило 12 работ художников, в том числе Лукаса Кранаха Старшего, Гюстава Курбе и Камиля Коро, и другие работы художников-модернистов. Обычно это запрещено, но Ассоциация директоров художественных музеев разрешила такие продажи в течение двухлетнего периода до 2022 года в ответ на последствия пандемии.

## Искусство и выставки
В музее представлены коллекции художественного наследия мировых культур. Он хорошо известен своими обширными коллекциями египетского и африканского искусства, картинами 17-го, 18-го, 19-го и 20-го веков, скульптурам и декоративно-прикладному искусству самых разных школ.
В 2002 году музей выставил художественную композицию «Званый ужин» художницы-феминистки Джуди Чикаго, полученную в подарок от Фонда Элизабет А. Саклер.
В 2004 году в Бруклинском музее была представлена фреска Алексиса Рокмана «Манифест судьбы» размером 8 на 24 фута (2,4 × 7,3 м), выполненная маслом по дереву, которая была заказана музеем в качестве центрального элемента галереи мезонина на втором этаже и ознаменовала открытие отреставрированного Большого вестибюля и площади музея.
Другие выставки демонстрировали работы современных художников, таких как Чак Клоуз, Рон Мьюек, Такаси Мураками, Кики Смит, Джим Дайн, Роберт Раушенберг и других. В 2004 году прошла обзорная выставка работ бруклинских художников Открытый дом: Работа в Бруклине англ. Open House: Working in Brooklyn.
В 2008 году куратор Эдна Руссман объявила, что, по её мнению, 10 из 30 произведений коптского искусства, хранящихся в коллекции музея—второй по величине в Северной Америке, являются поддельными. Работы выставлялись с 2009 года.
Костюмы из телесериала "Корона" и "Ход королевы" были выставлены на показ в рамках виртуальной выставки "Королева и корона" в ноябре 2020 года.

## Коллекции

### Египетское, классическое и древнее ближневосточное искусства
Бруклинский музей собирает коллекцию египетских экспонатов с начала XX века, включая приобретенные коллекции и коллекцию американского египтолога Чарльза Эдвина Уилбура, чьи наследники также пожертвовали свою библиотеку, и предметы, полученные во время археологических раскопок, спонсируемых музеем. Египетская коллекция включает в себя предметы, начиная от скульптур, таких, как терракотовая фигурка "Леди-птица", и заканчивая папирусными документами (среди прочих Бруклинский папирус).
Египетские экспонаты можно найти на долгосрочной выставке Возрожденный Египет: искусство для вечности англ. Egypt Reborn: Art for Eternity и в галереях Марты А. и Роберта С. Рубина. Ближневосточные артефакты находятся в галерее Акопа Кеворкяна.

#### Экспонаты египетской коллекции

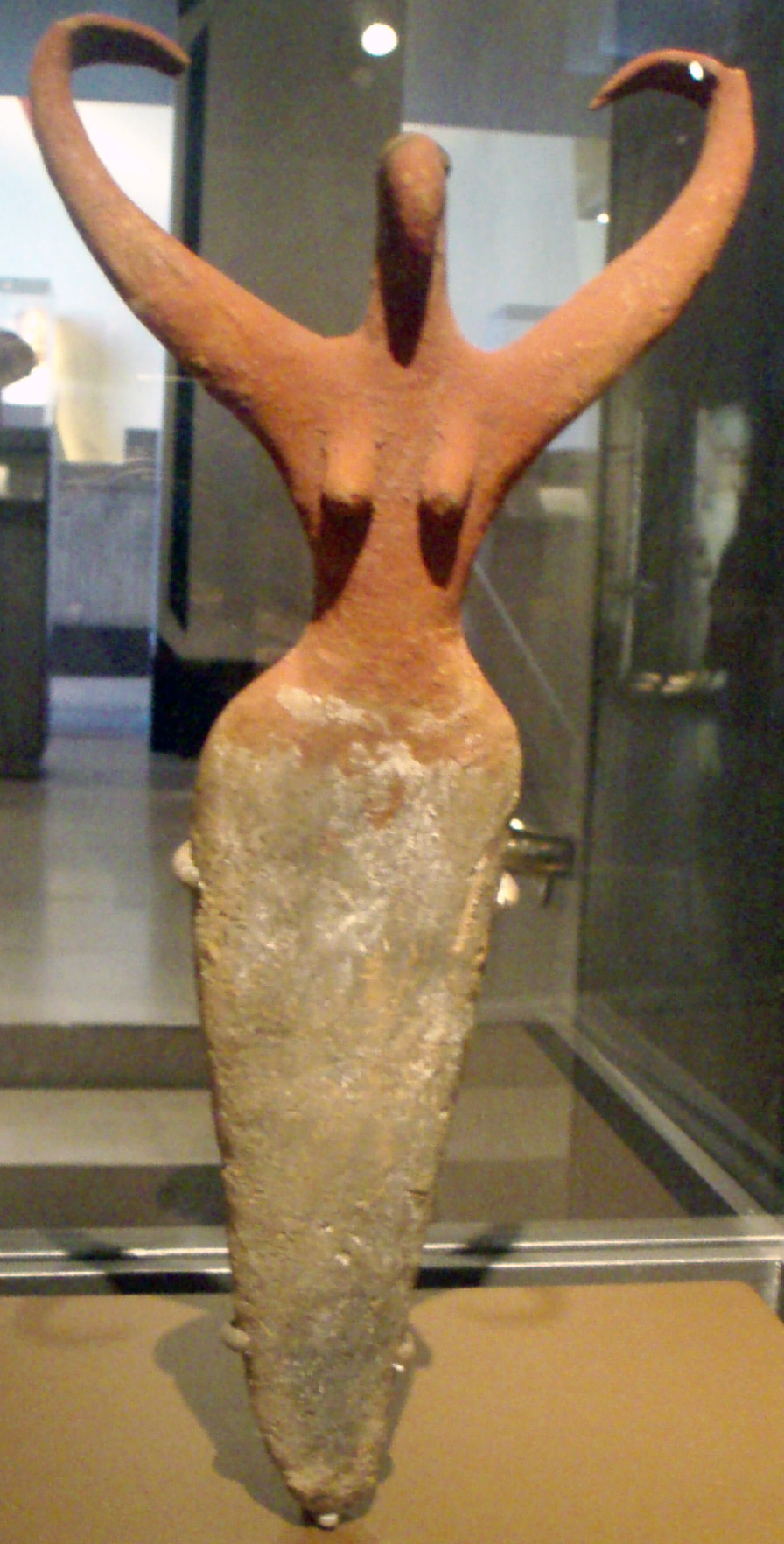
Скульптура "Леди-птица"
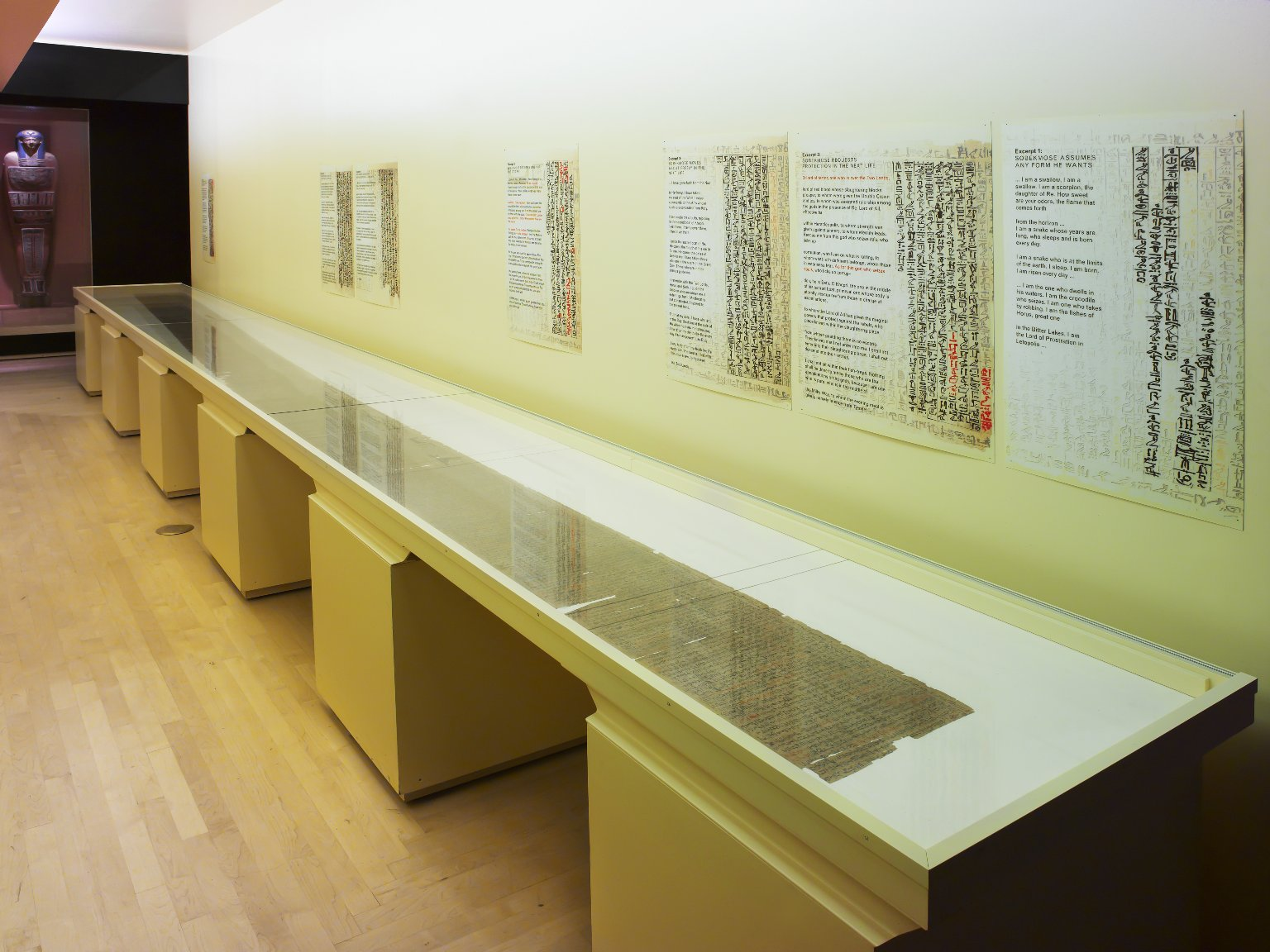
Книга мертвого золотодобытчика Амона, Собекмос
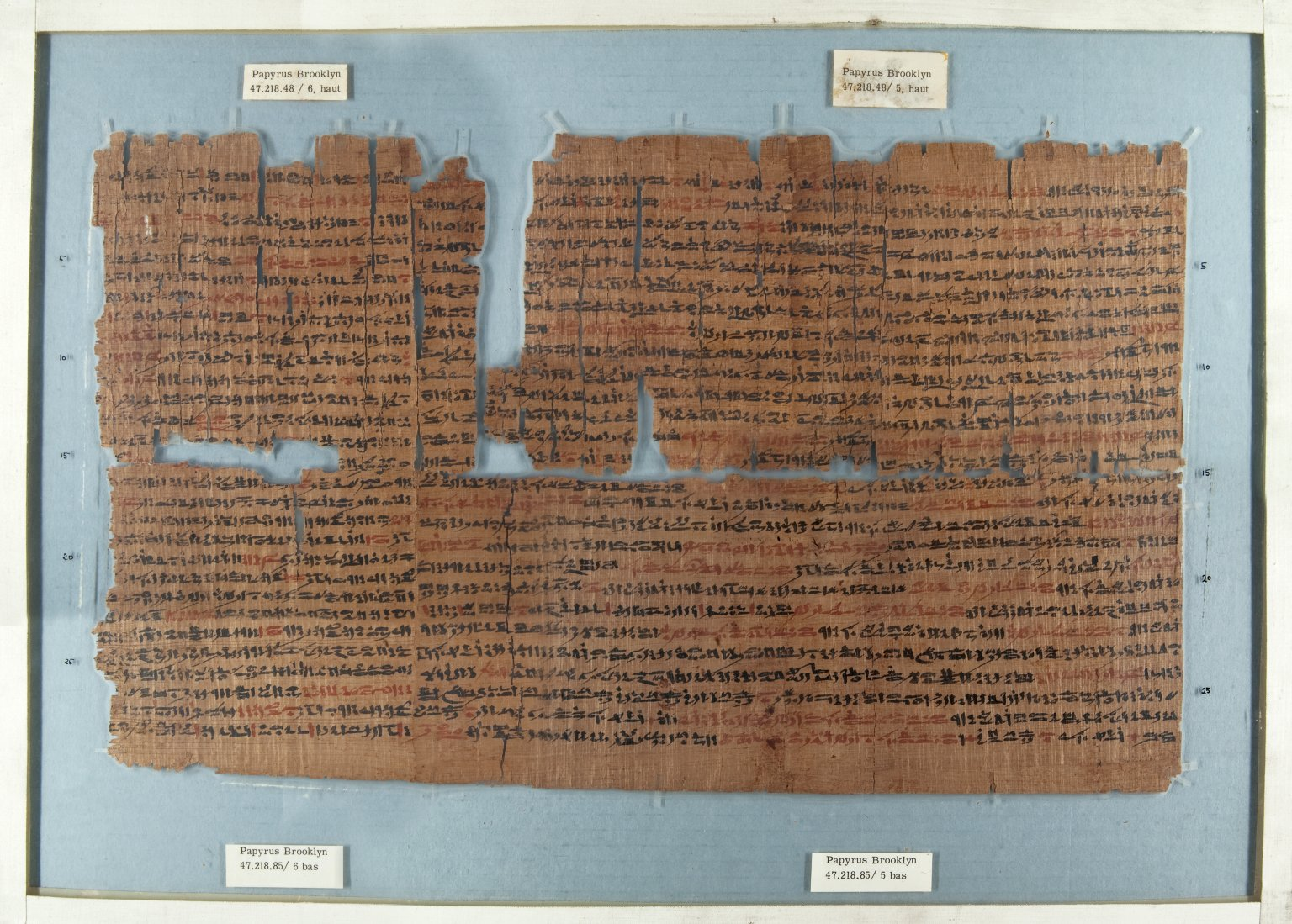
Бруклинский папирус 664-332 до н. э.
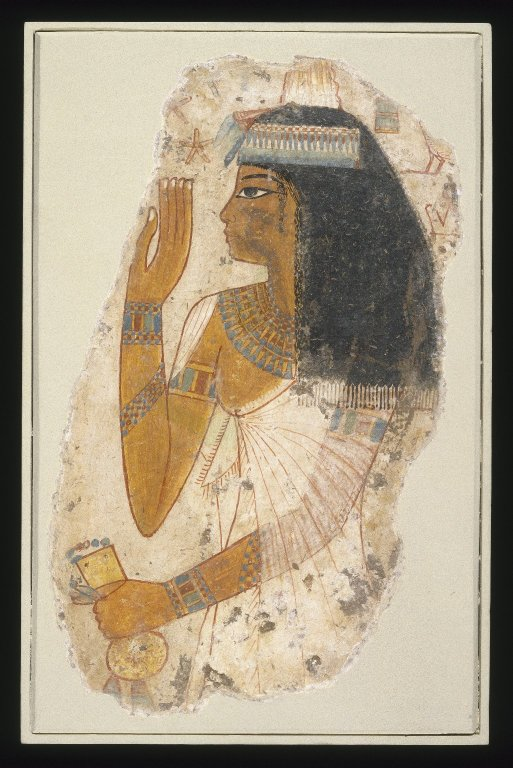
Леди Тьепу, династия Нового царства 18, Правление Аменхотепа III, 1390-1352 гг. до н. э., из гробницы № 181 в Фивах
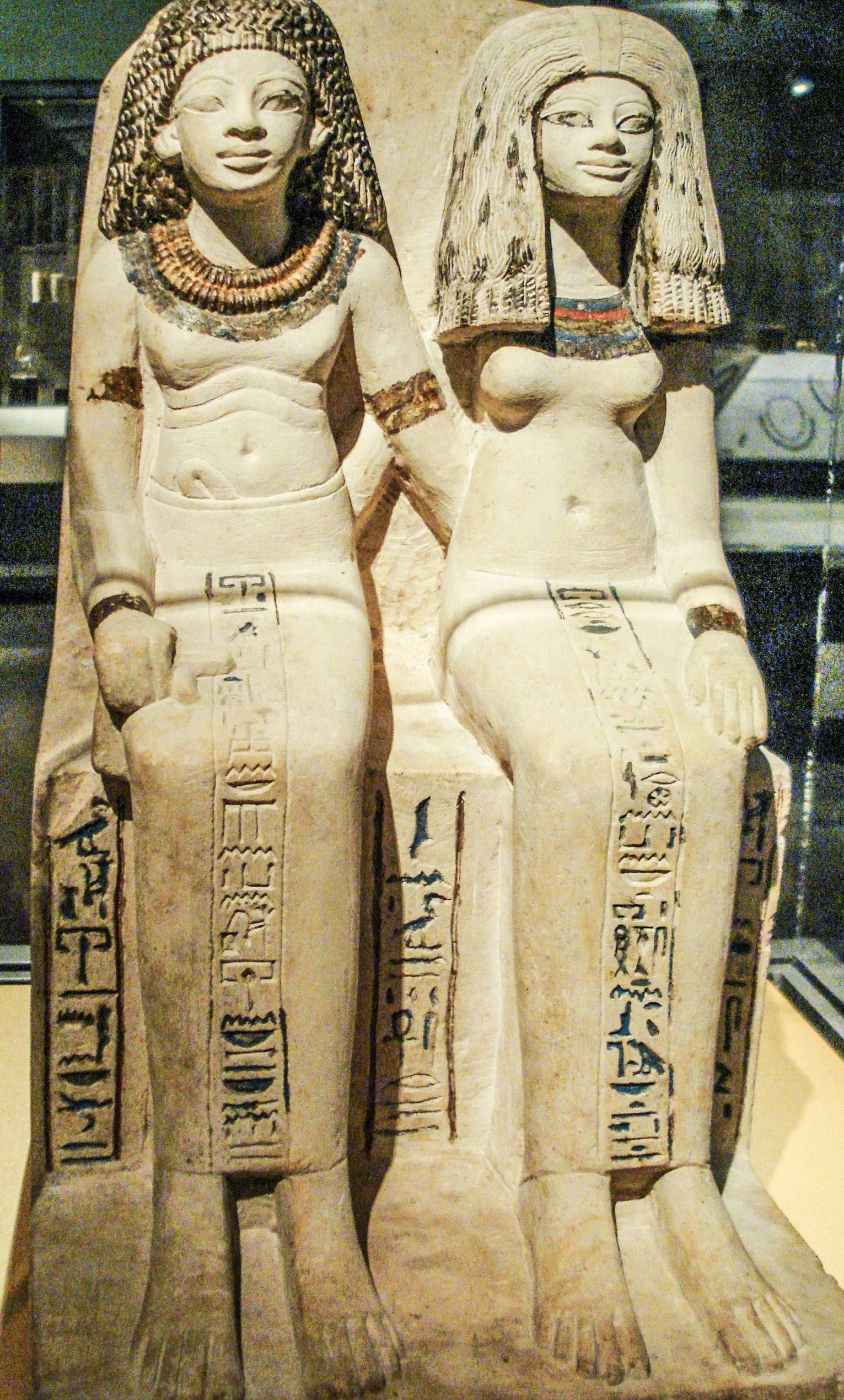
Парная статуя мужа и жены Небсена и Небет-Та. Новое царство, династия XVIII, царствование Тутмоса IV или Аменхотепа III, около 1400-1352 гг. до н. э.

### Американское искусство

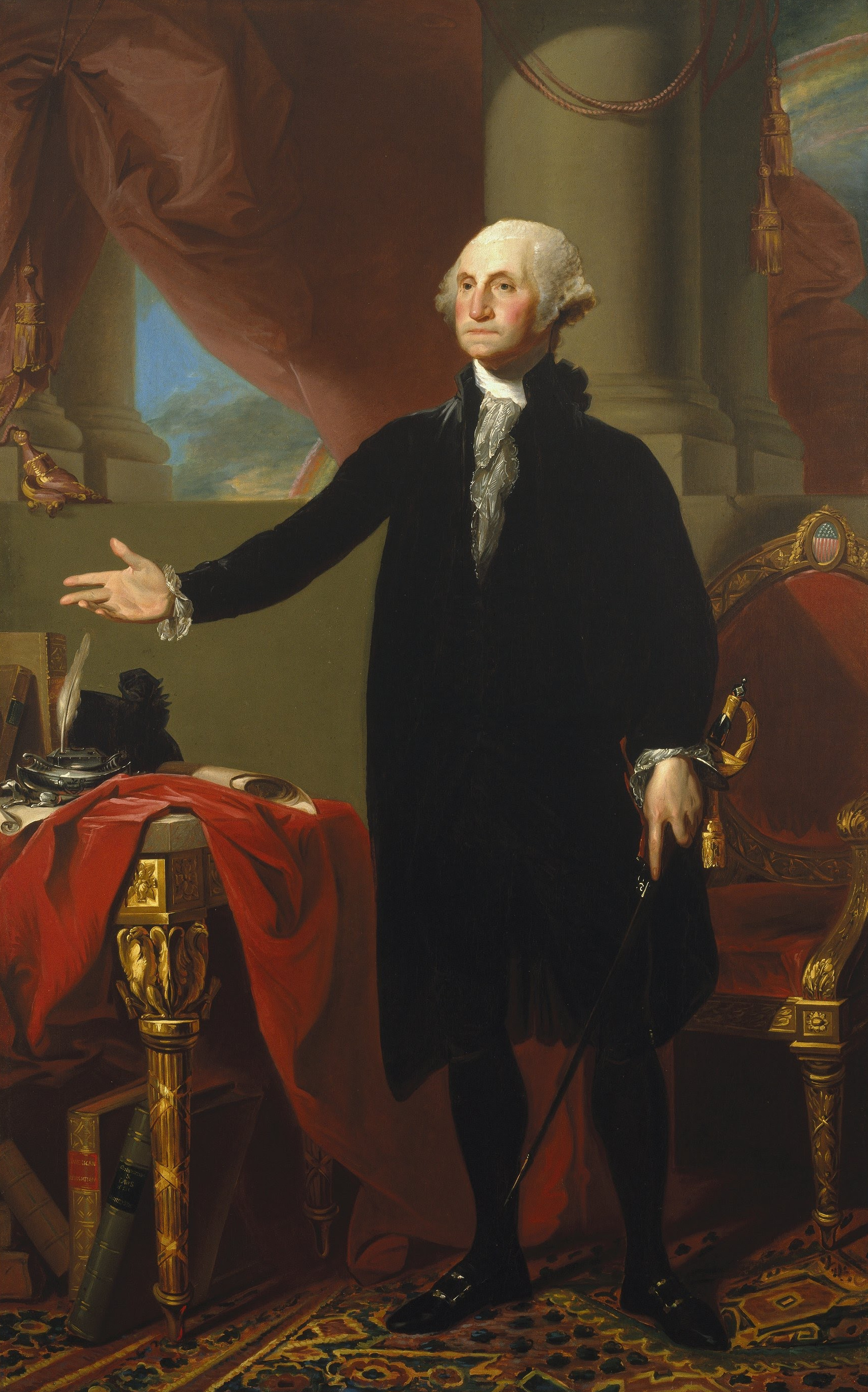
Гилберт Стюарт, Портрет Джорджа Вашингтона, 1796

Коллекция американского искусства музея начинается с посмертного дара художника Фрэнсиса Гая — Зимняя сцена в Бруклине англ. Winter Scene in Brooklyn в 1846 году. В 1855 году музей официально объявил об этой коллекции, и первой работой, заказанной для коллекции, стала пейзажная картина Ашера Б. Дюрана. Предметы американской коллекции включают портреты, пастели, скульптуры и гравюры, все экспонаты датируются примерно 1720—1945 годами. Представлены работы таких художников, как Уильям Эдмондсон (Ангел англ. Angel, дата неизвестна), Джон Сингер Сарджент Пол Сезар Эллё рисует с женой Элис Герен англ. Paul César Helleu sketching his wife Alice Guérin (ок. 1889), Джорджия О’Кифф Темные стволы деревьев англ. Dark Tree Trunks (ок. 1946) и Уинслоу Хомер Восемь колоколов англ. Eight Bells (ок. 1887), Эмиль Фукс. Среди наиболее известных работ — Портрет Джорджа Вашингтона Гилберта Стюарта и Мирное королевство англ. The Peaceable Kingdom Эдварда Хикса.
Около 2000 американских предметов искусства можно найти в различных помещениях музея.

#### Экспонаты американской коллекции

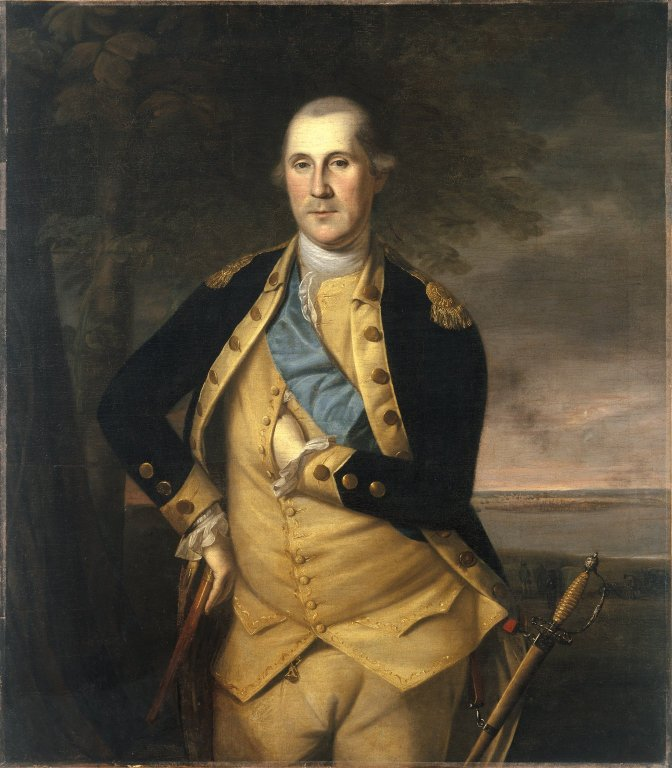
Чарльз Уилсон Пил, Джордж Вашингтон, 1776 г.
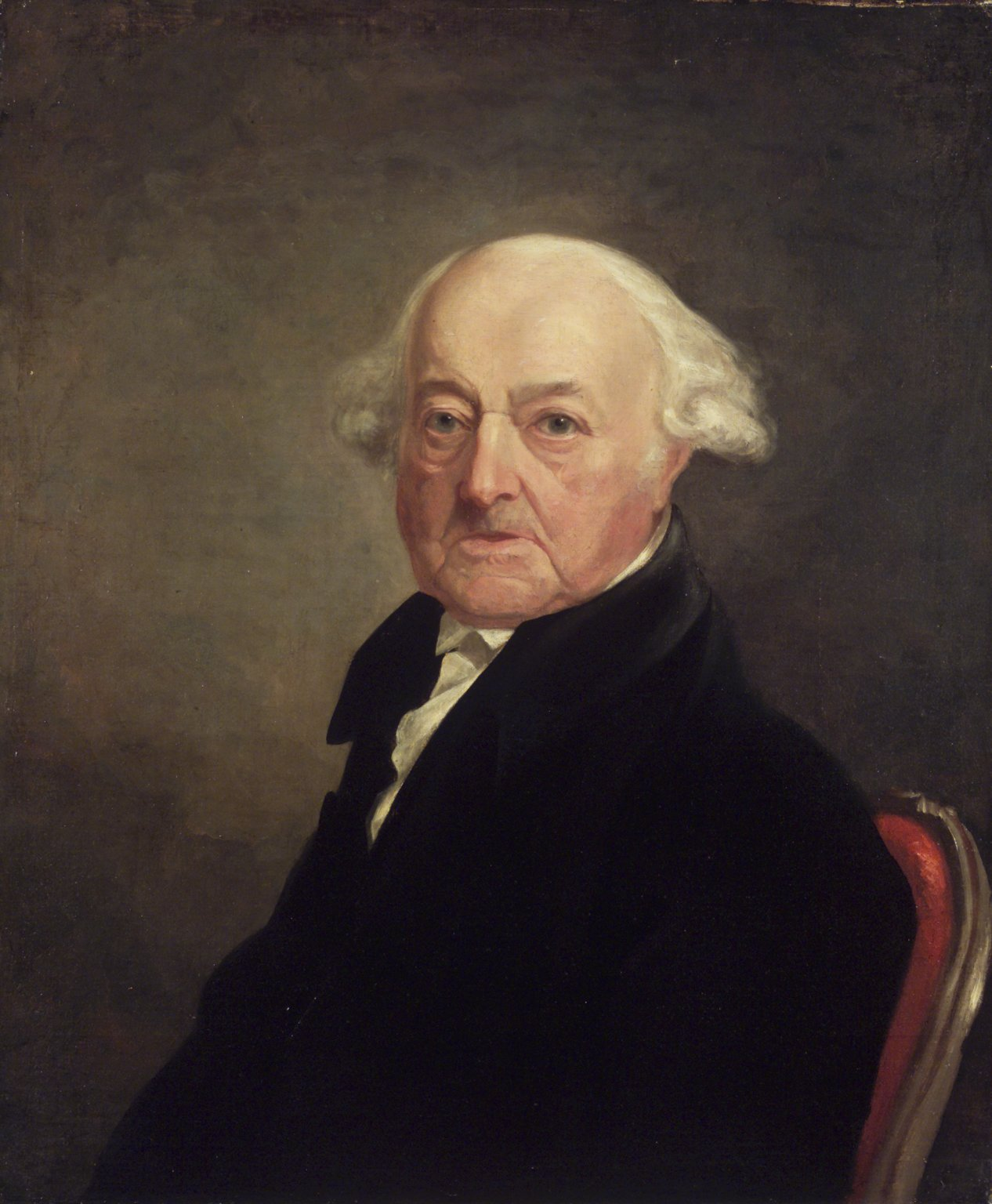
Сэмюэл Морзе, Портрет Джона Адамса, 1816 г.
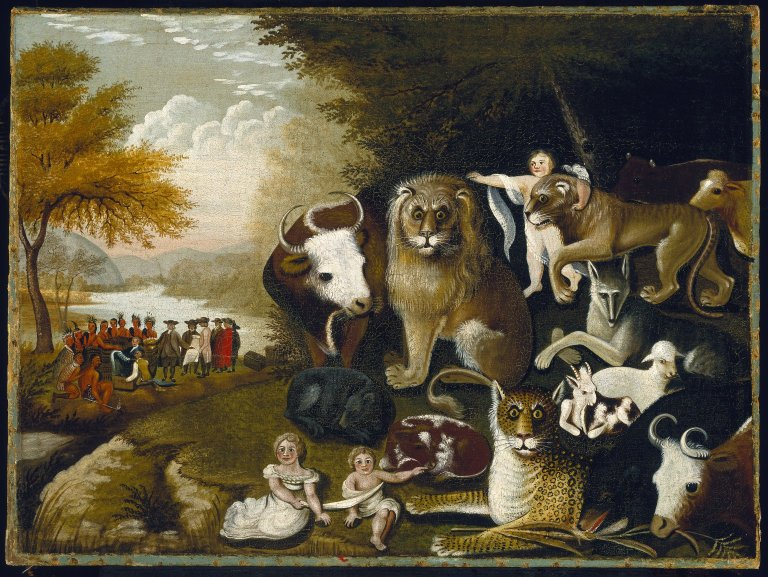
Эдвард Хикс, Мирное королевство, 1830-1840 гг.
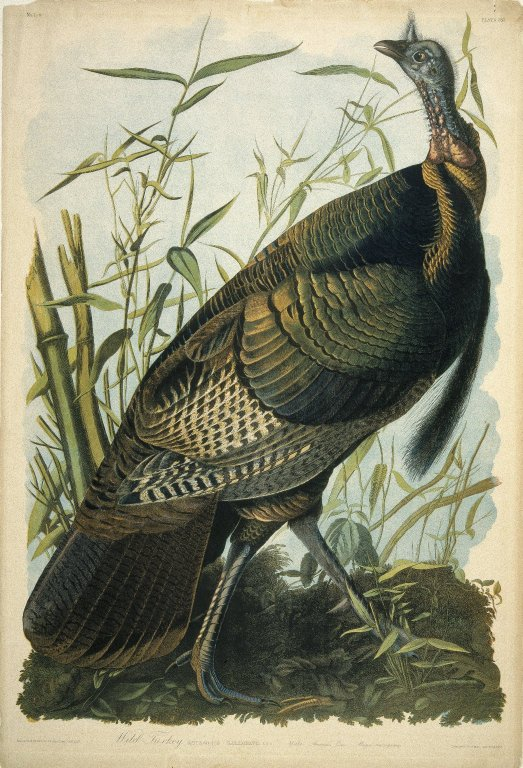
Джон Дж. Одюбон, Дикая индейка, литография, около 1861 г.
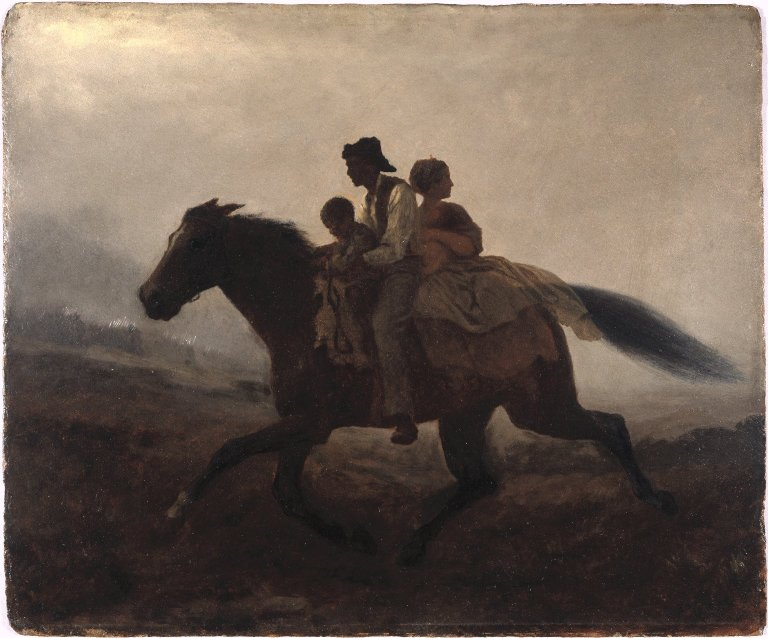
Истмен Джонсон, Поездка на свободу – Беглые рабы, около 1862 г.
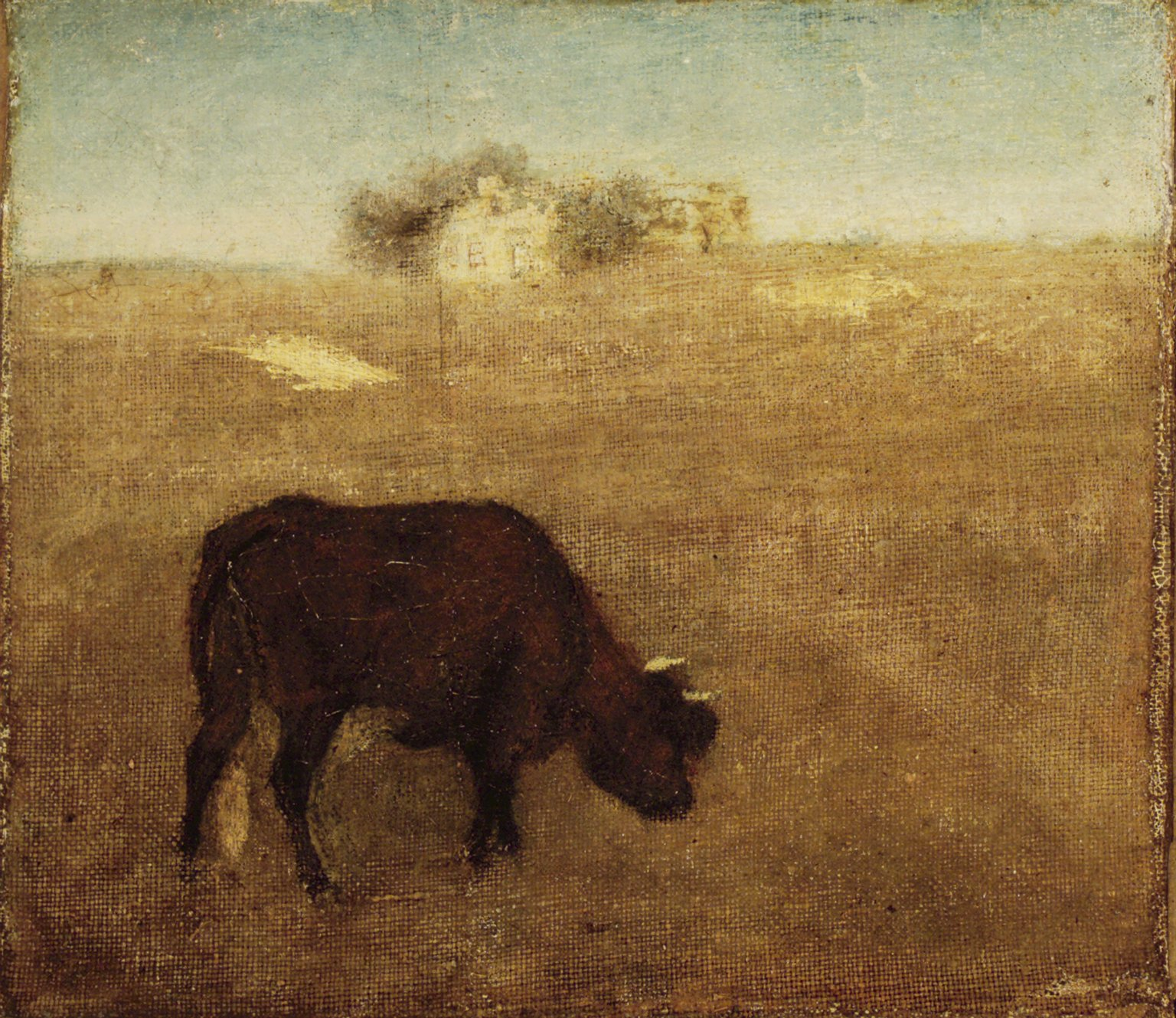
Альберт Пинкхем Райдер, Вечернее сияние, Старая Красная корова, 1870-1875
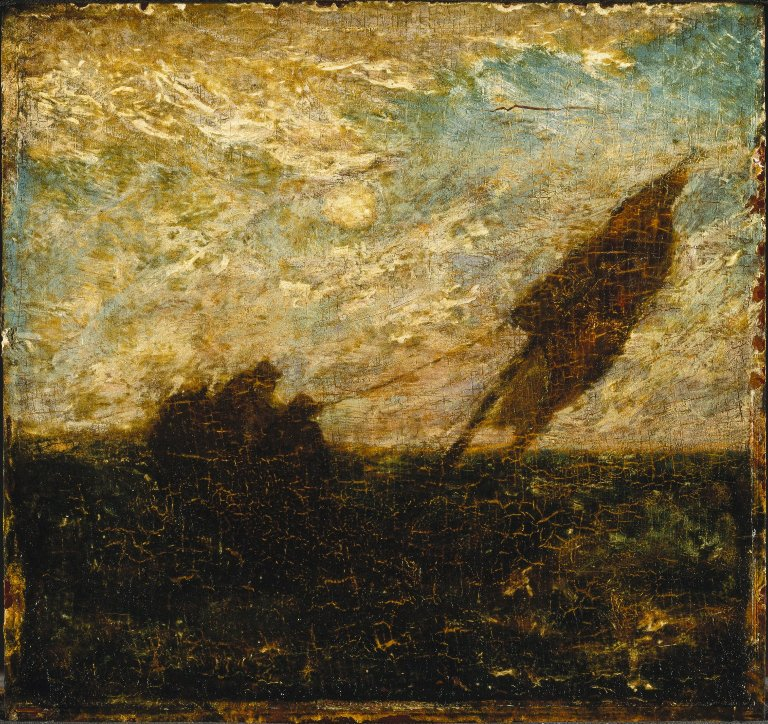
Альберт Пинкхем Райдер, Сточные воды - их поле, 1880 г.
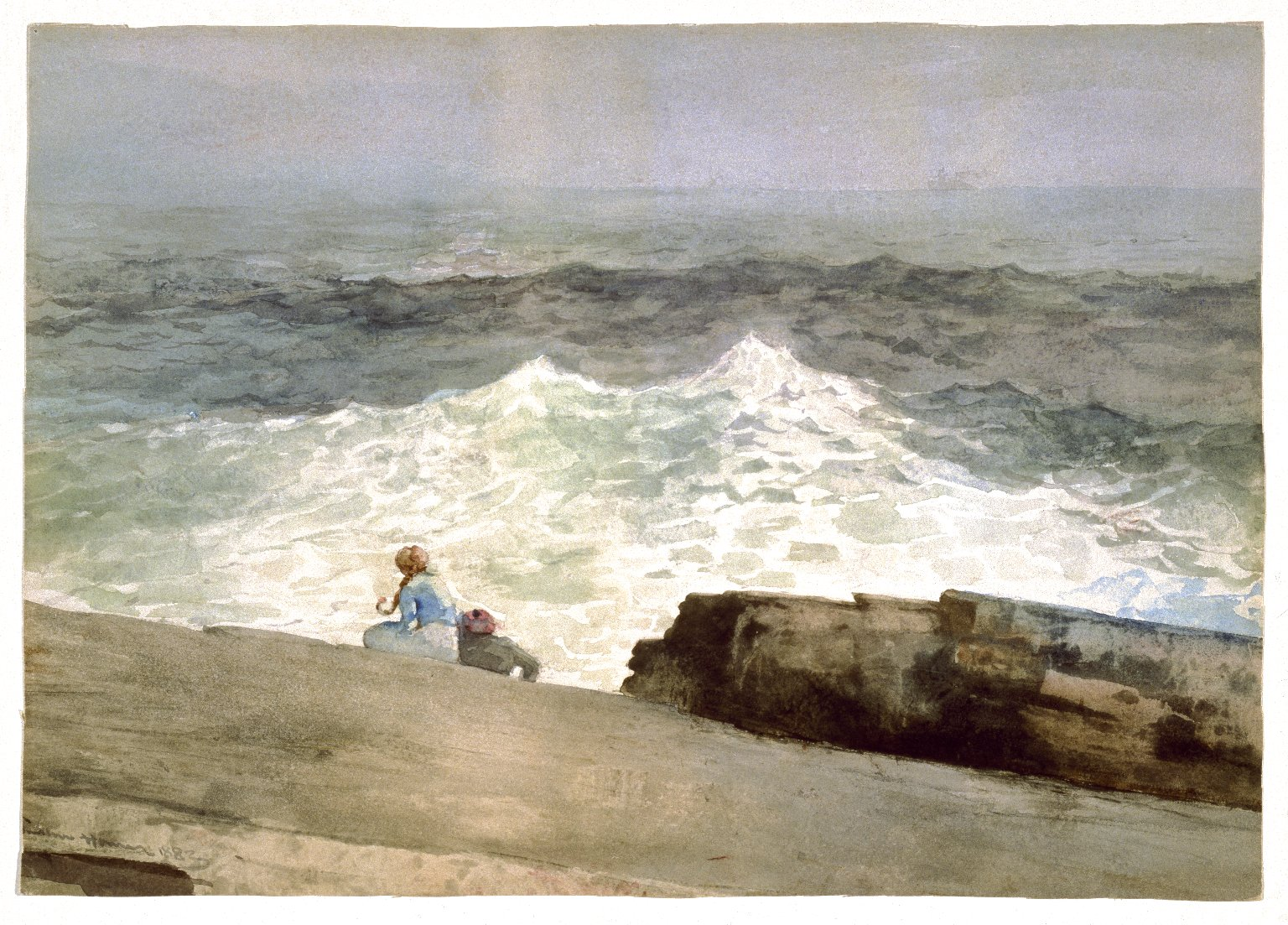
Уинслоу Хомер, Северо-Восточный, около 1883 г.
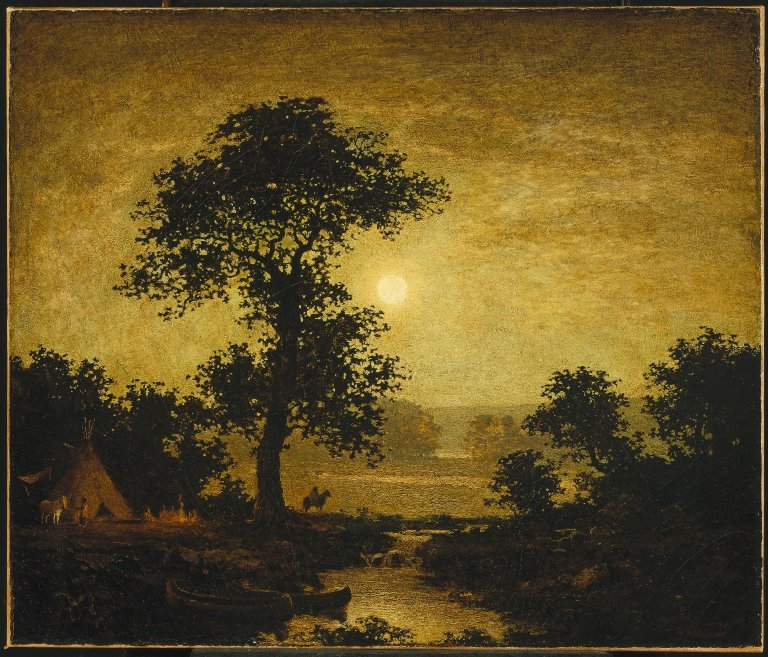
Ральф Альберт Блейклок, Лунный свет, 1885 г.
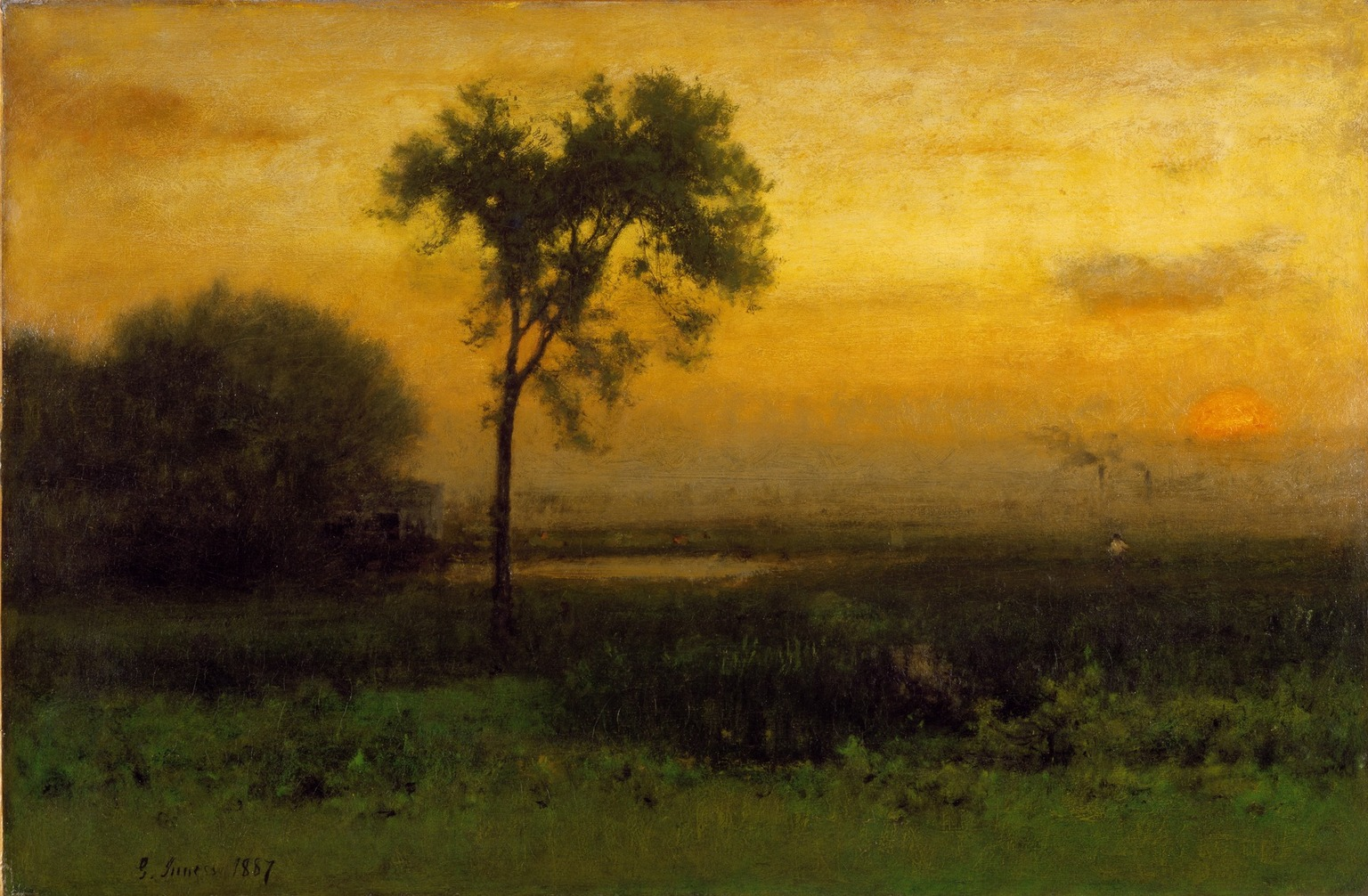
Джордж Иннесс, Восход солнца, 1887 г.
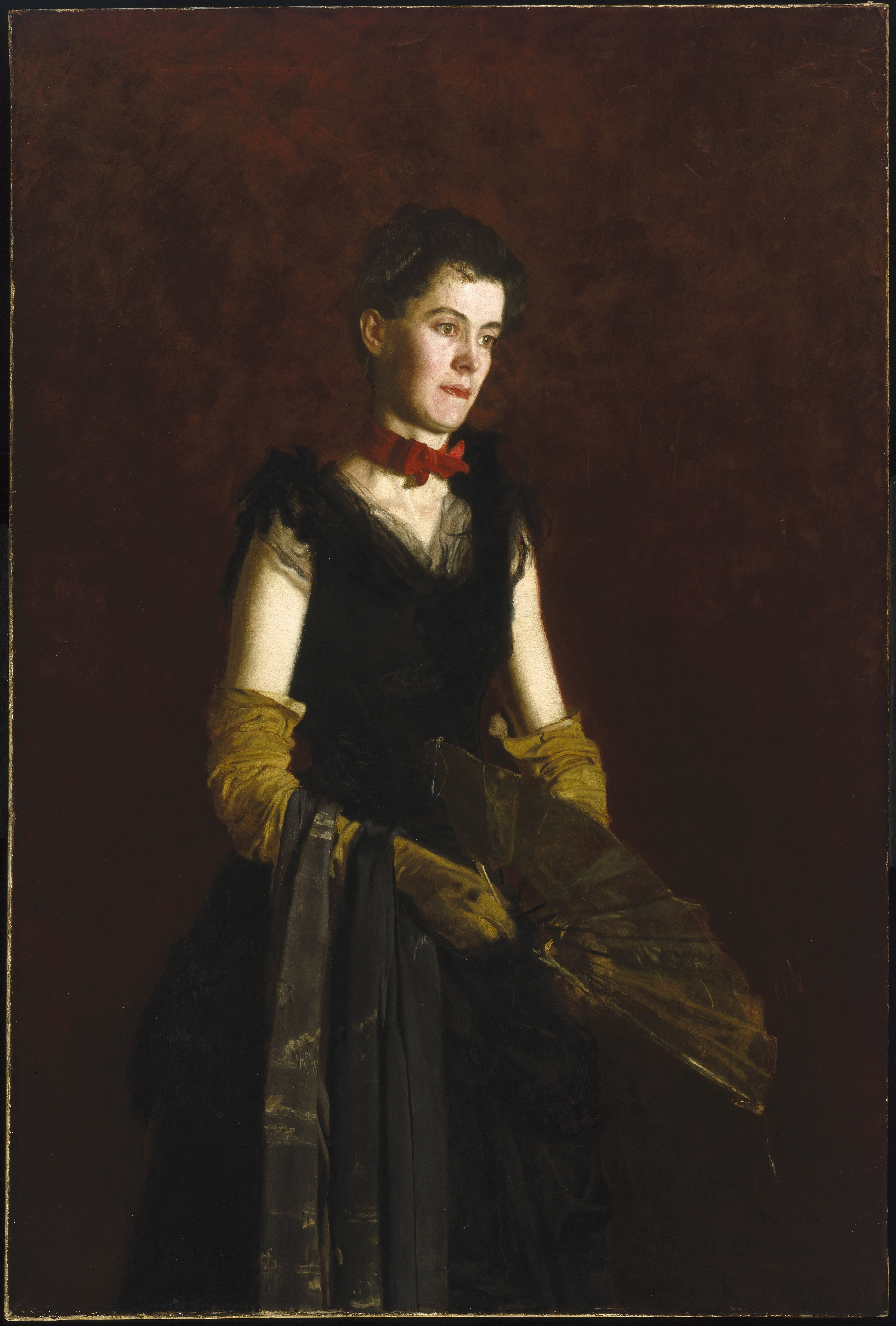
Томас Икинс, Летиция Уилсон Джордан, 1888 г.
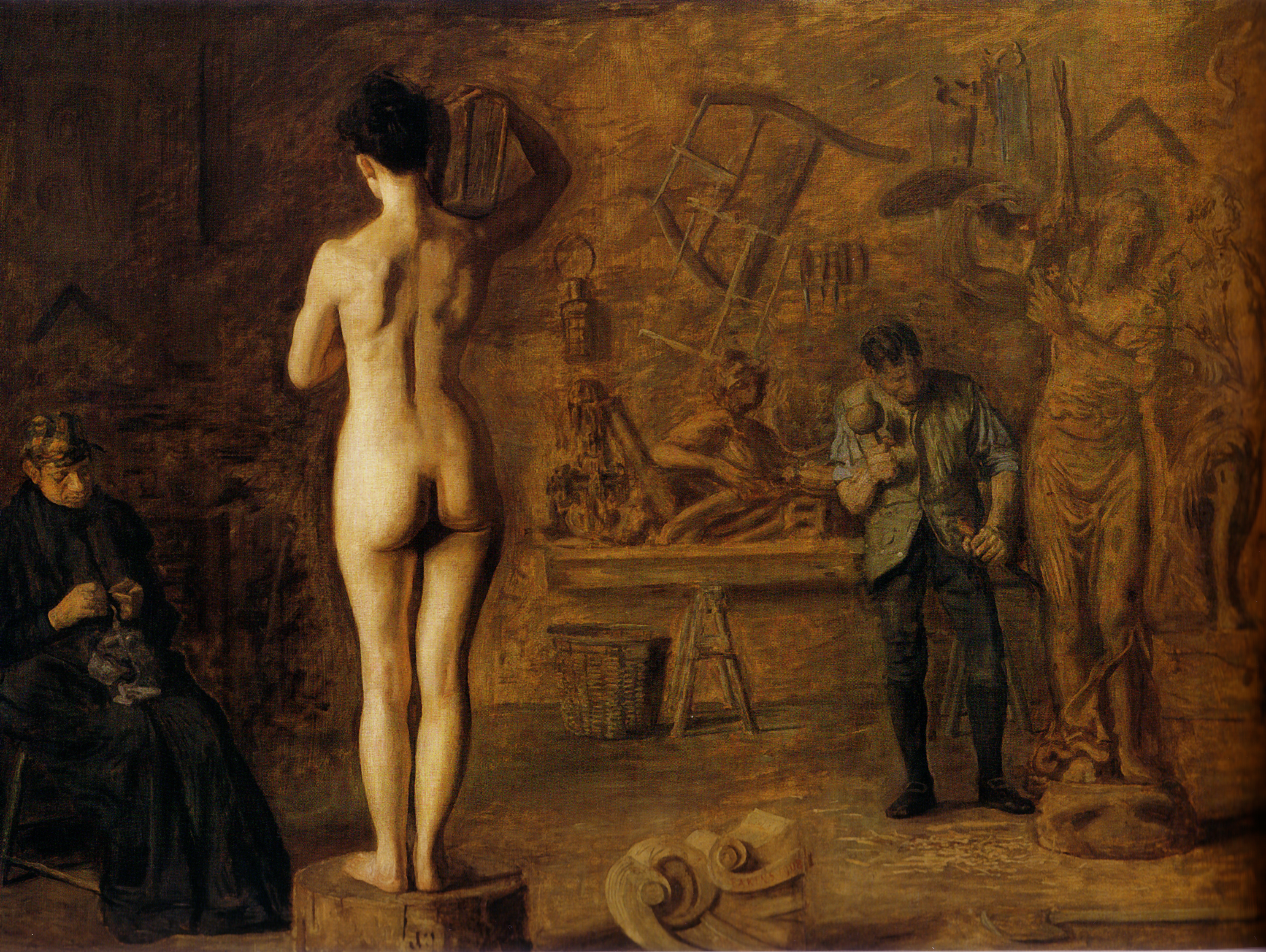
Томас Икинс, Уильям Раш, вырезающий свою аллегорическую фигуру реки Шуйлкилл, 1908 г.
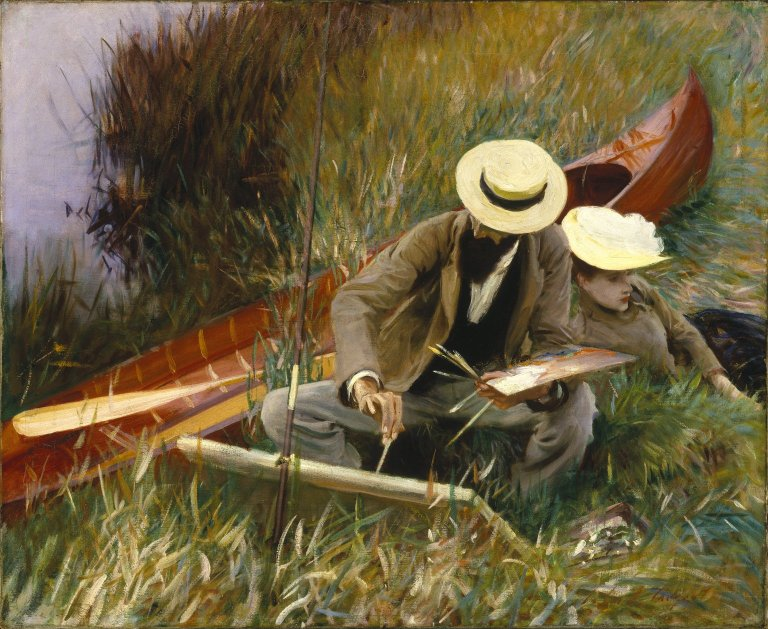
Джон Сингер Сарджент, Пол Сезар Эллё рисует с женой, 1889 г.
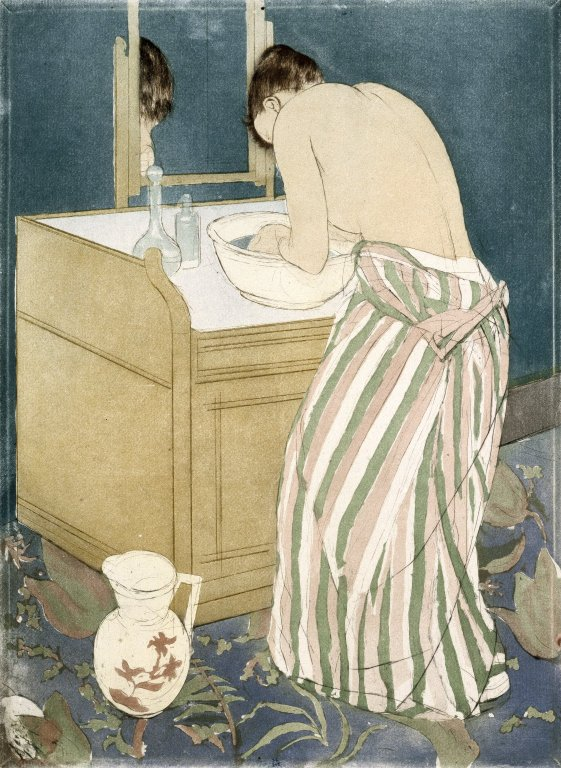
Мэри Кассат, Туалетная комната, 1889-1894 гг.
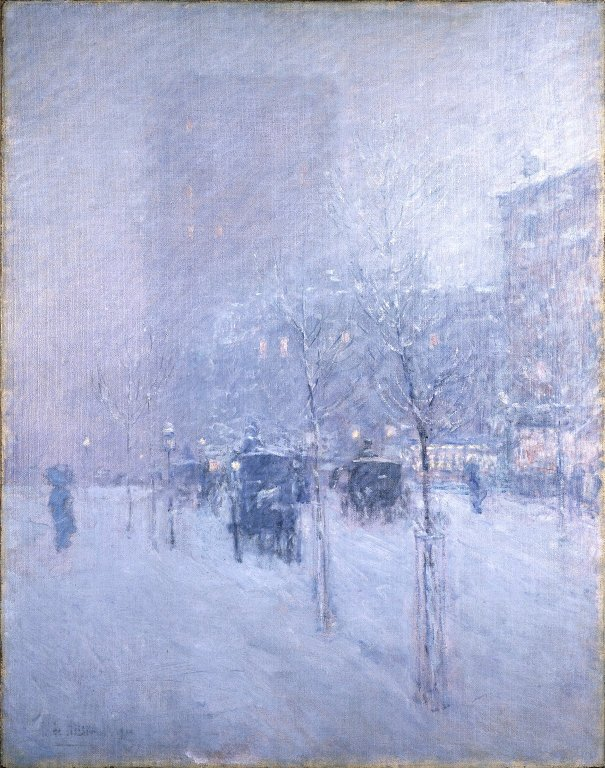
Чайльд Гассам, Поздний вечер, Нью-Йорк, Зима, около 1900 г.
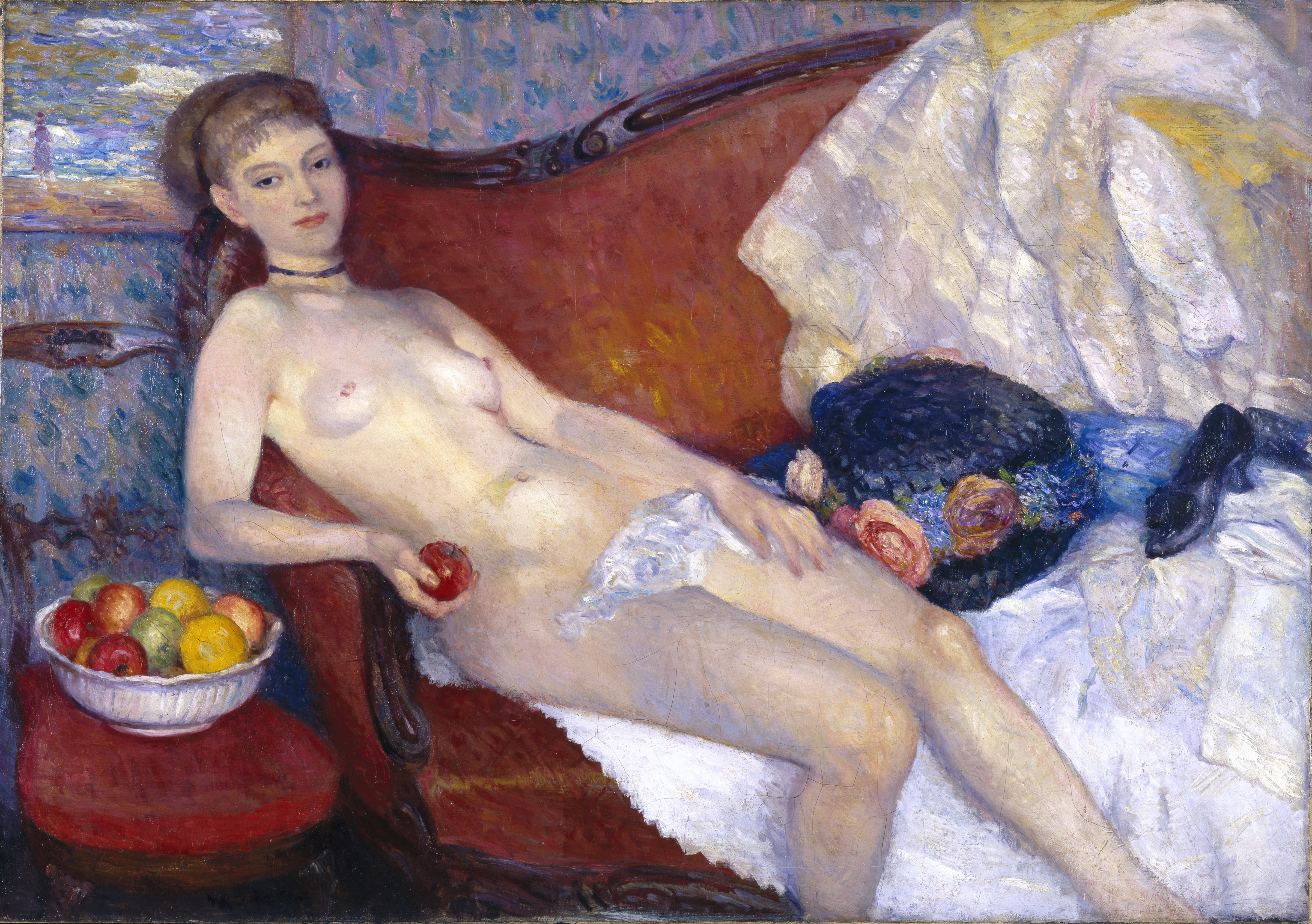
Уильям Глакенс, Обнаженная с яблоком, 1909-1910 гг.
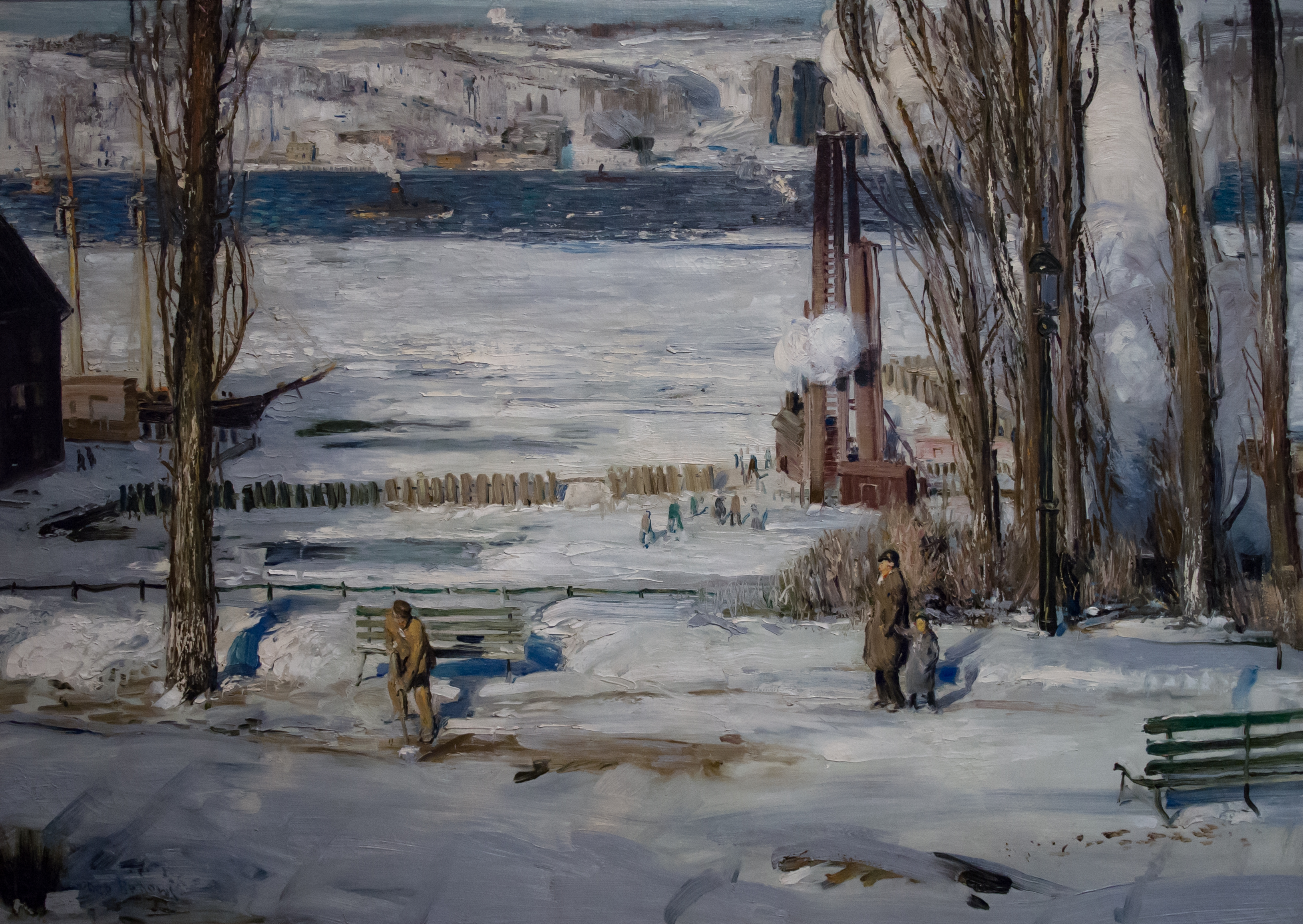
Джордж Беллоуз, Утренний снег, река Гудзон, 1910 г.
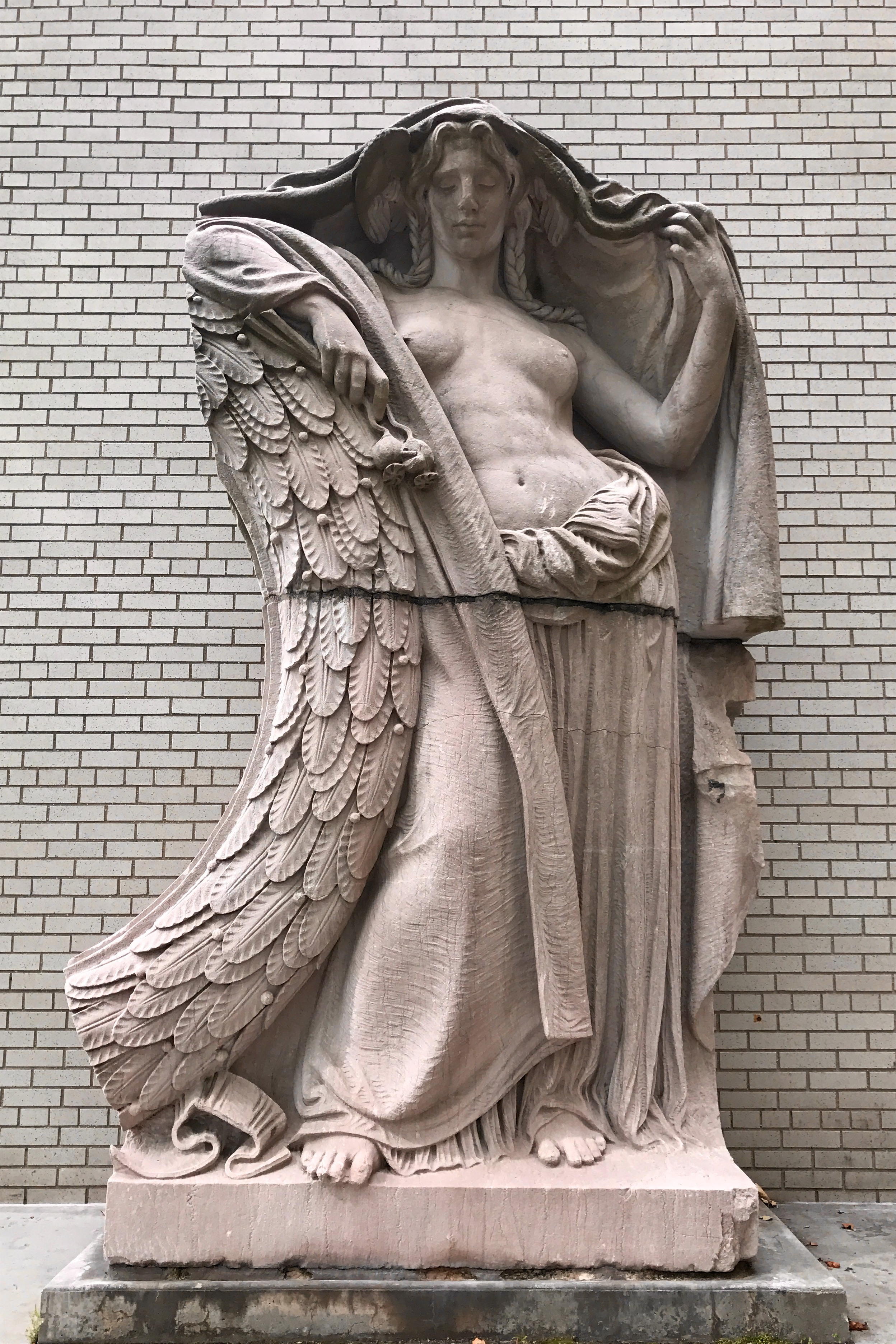
Адольф Вайнман, Ночь, ок. 1910 г.
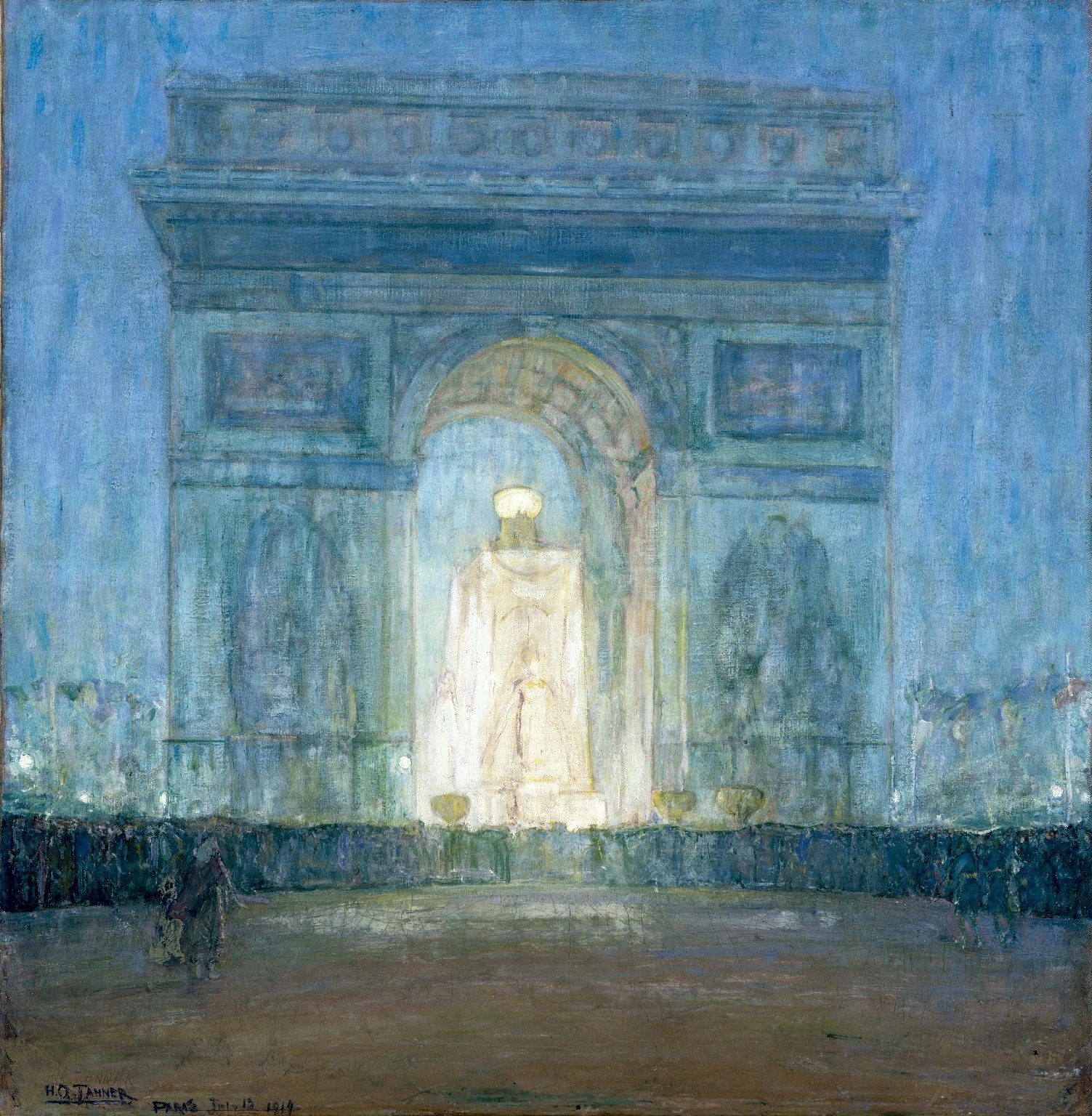
Генри Оссава Таннер, Триумфальная арка, ок. 1914 г.
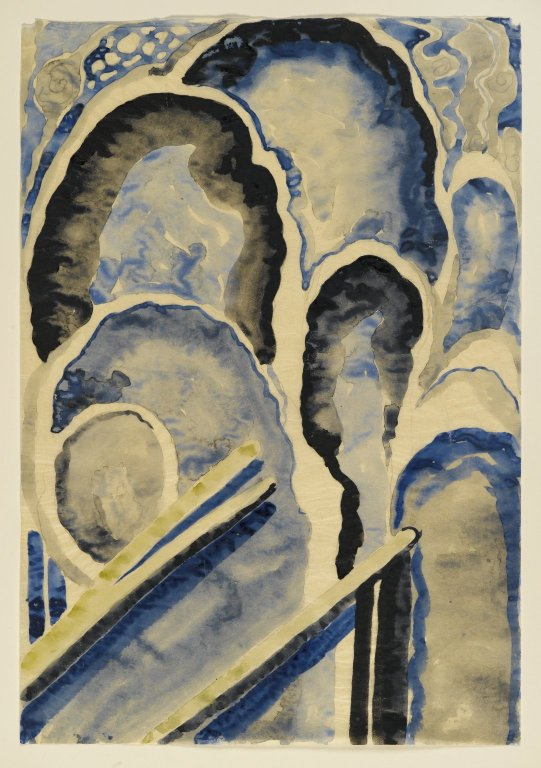
Джорджия О'Кифф, Синий 1, 1916 г.
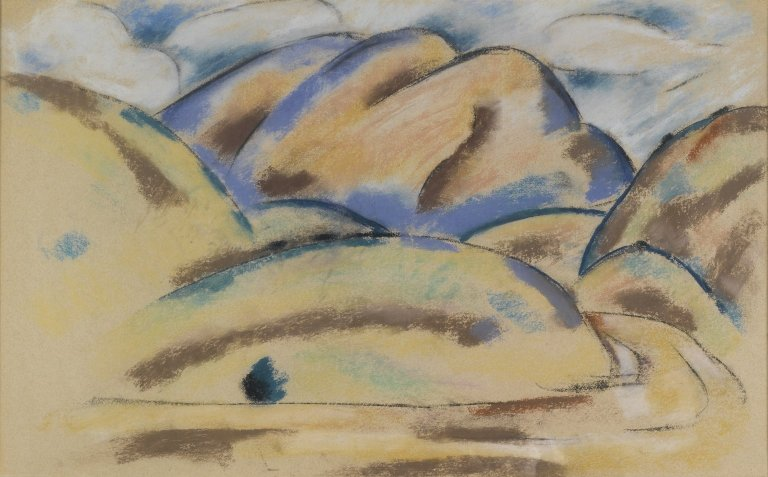
Марсден Хартли, Пейзаж, Нью-Мексико, 1916-1920 гг.

### Азиатское искусство
В 2019 году музей вновь открыл свои японские и китайские экспозиции, после переустановки своего корейского раздела в 2017 году. В китайской части коллекции представлены произведения более чем 5000-летнего китайского искусства, и также будут регулярно демонстрироваться современные произведения. Японская часть состоит из 7000 экспонатов, и известна работами айнов. В музее также представлены работы из Бутана, Индии, Непала, Пакистана и Юго-Восточной Азии.

### Африканское искусство
Самые ранние приобретения в коллекцию африканского искусства были собраны музеем в 1900 году, вскоре после основания музея. Экспозиция была расширена в 1922 году за счет предметов, происходящих в основном из территории нынешней Демократической Республики Конго. В 1923 году в музее состоялась одна из первых выставок африканского искусства в Соединённых Штатах.
Бруклинский музей владеет более 5000 экспонатами - это одна из крупнейших коллекций африканского искусства. Произведения искусства стран Африки к югу от Сахары из Западной и Центральной Африки собраны под флагом африканского искусства, произведения искусства Северной Африки и Египта сгруппированы с коллекциями исламского и египетского искусства соответственно. Коллекция охватывает 2500 лет истории человечества и включает скульптуры, ювелирные изделия, маски и религиозные артефакты из более чем 100 африканских культур. Примечательные предметы в этой коллекции: одна из старейших сохранившихся резных фигур короля Кубы и фигурка матери и ребёнка Лулуа.
В 2018 году музей подвергся критике за то, что в качестве куратора-консультанта по африканским искусствам была нанята женщина европейской наружности.

#### Экспонаты африканской коллекции

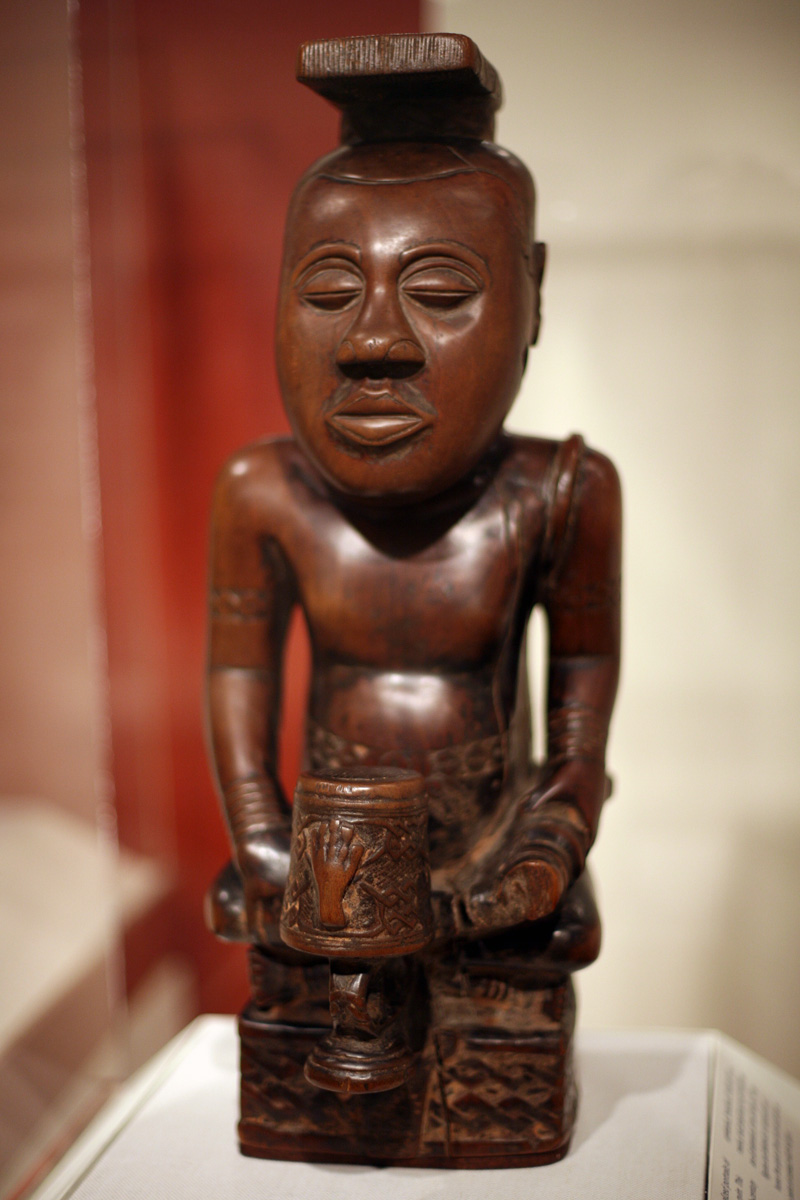
Статуэтка короля Королевства Куба
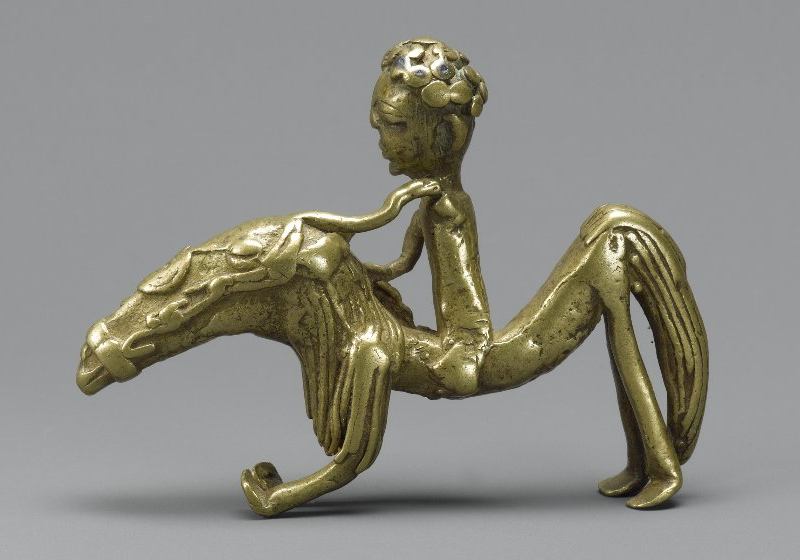
Золотой всадник региона Ашанти в Гане

### Искусство Тихоокеанских островов
Коллекция произведений искусства Тихоокеанских островов музея началась в 1900 году с приобретения 100 деревянных фигурок и кукол для театра теней из Новой Гвинеи и Голландской Ост-Индии (сейчас Индонезия), сейчас коллекция насчитывает около 5000 работ. Экспонаты собраны на многочисленных островах Тихого и Индийского океанов, включая Гавайи и Новую Зеландию, а также на менее густонаселенных островах, таких как Остров Пасхи и Вануату. Многие предметы коллекции с Маркизских островов были приобретены музеем у норвежского исследователя Тура Хейердала.
Предметы искусства в этой коллекции изготовлены из самых разнообразных материалов: кокосовое волокно, перья, ракушки, глина, кости, человеческие волосы, дерево, мох и паутина в качестве материалов, используемых для создания масок, тканей из тапы, скульптур и украшений.

### Искусствоисламского мира
В музее также представлены предметы искусства и исторические тексты, созданные мусульманскими художниками или посвященные мусульманским деятелям и культурам.

#### Экспонаты исламской коллекции

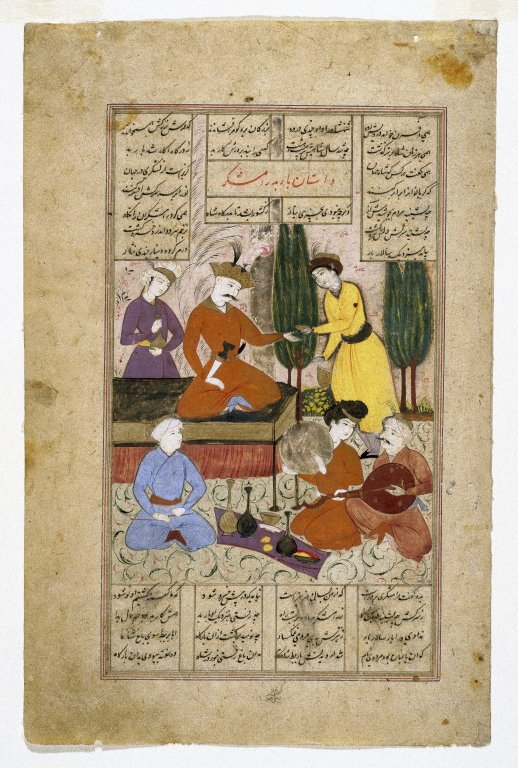
Бахрам и придворные увлечены музыкантом Барбадом, страница из Шахнаме Фирдоуси
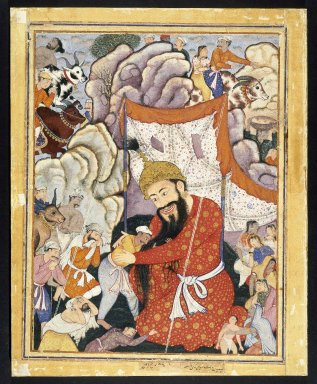
Зумурруд Шах находит убежище в горах, ок. 1570 г.
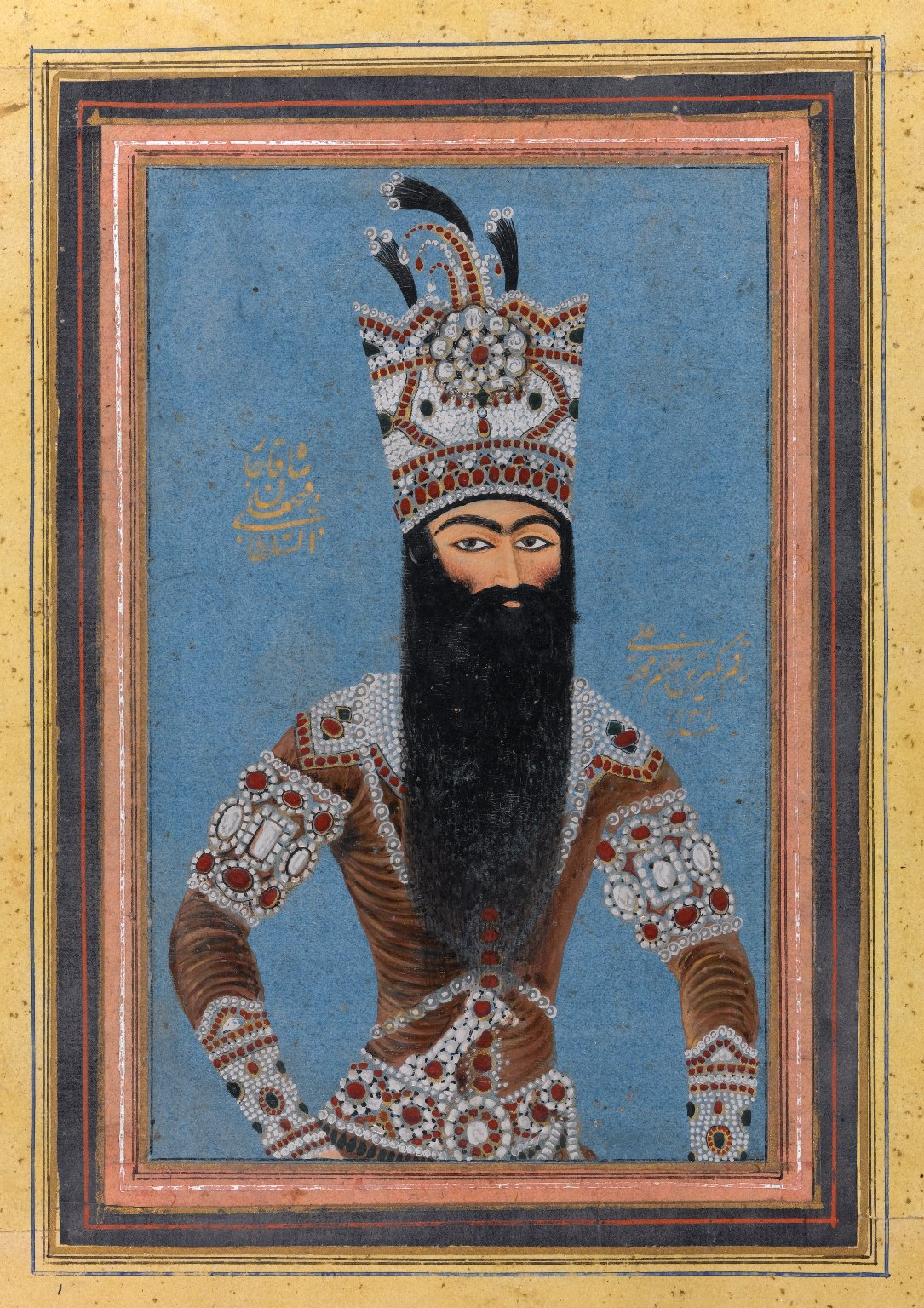
Портрет Фетх Али-шаха Каджара, Михр Али, 1815 г.
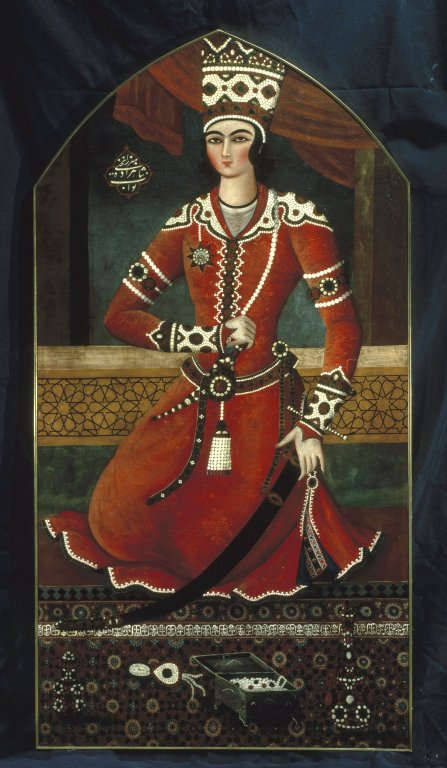
Принц Яхья, Мухаммад Хасан, ок. 1830 г.
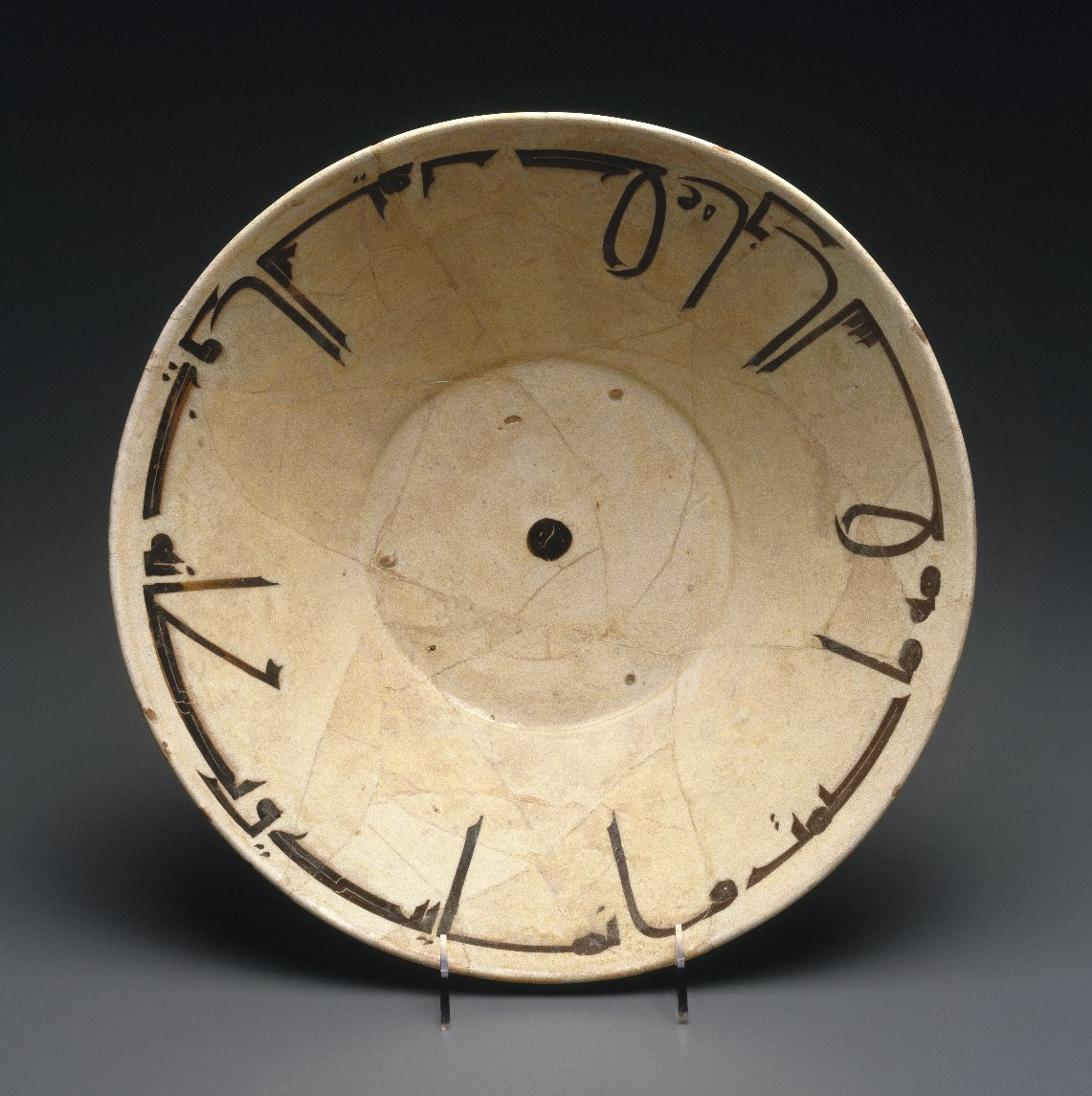
Чаша с куфической надписью, X век.

### Европейское искусство
В Бруклинском музее представлены картины периодов поздней готики и раннего итальянского Возрождения художников Лоренцо ди Никколо ("Сцены из жизни святого Лаврентия"), Сано ди Пьетро, Нардо ди Чоне, Лоренцо Монако, Донато де Барди ("Святой Иероним"), Джованни Беллини, голландские художники Франс Халс, Герард Дау, Томас де Кейзер и другие. Так же представлены картины французских художников XIX века Шарля Добиньи, Нарсиса Диаса, Эжена Будена, Берты Моризо, Эдгара Дега, Гюстава Кайботта ("Железнодорожный мост в Аржантее"), Клода Моне ("Дворец Дожей, Венеция"), французского скульптора Альфреда Бари, Камиля Писсарро и Поля Сезанна и других.

#### Экспонаты европейской коллекции

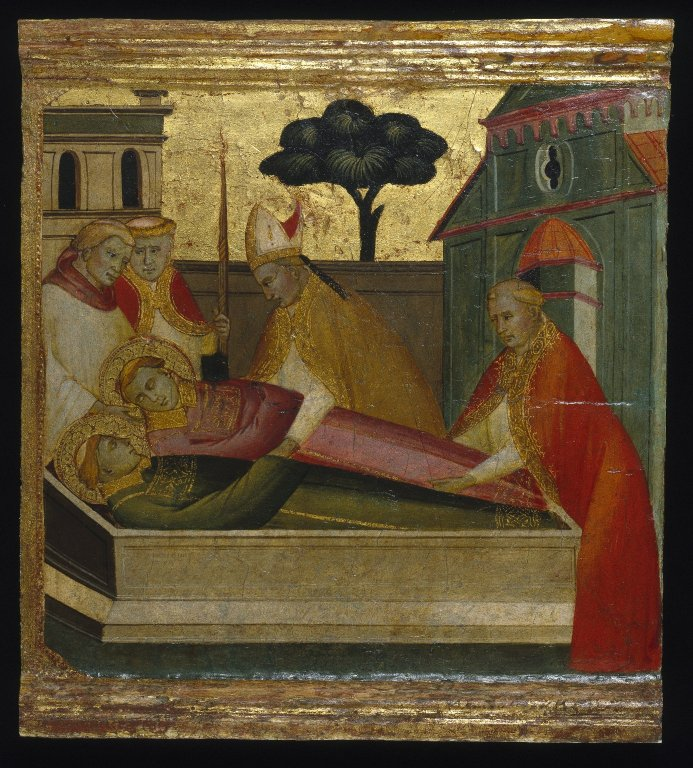
Святой Лаврентий, похороненный в гробнице Святого Стефана, Лоренцо ди Никколо, 1410-1414 гг., темпера и резное золото на тополе, 33 × 36 см
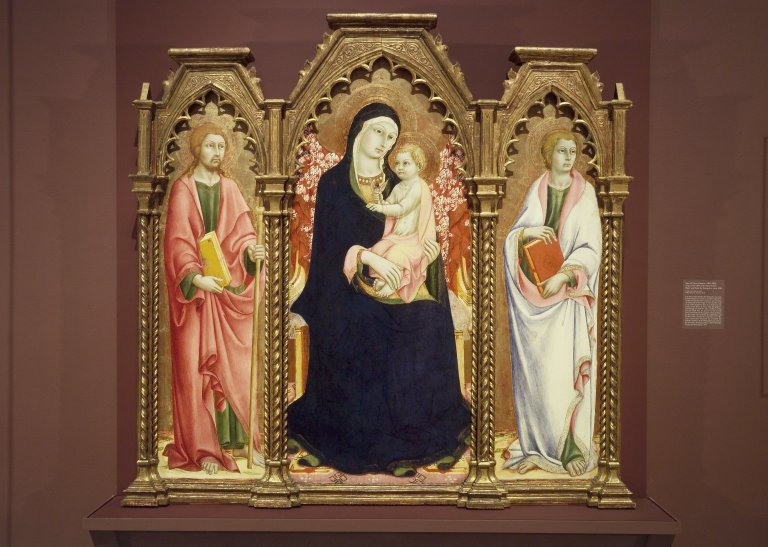
Триптих Мадонна с младенцем, Святой Иаков и Святой Иоанн Богослов, Сано ди Пьетро, ок. 1460-1462 гг.
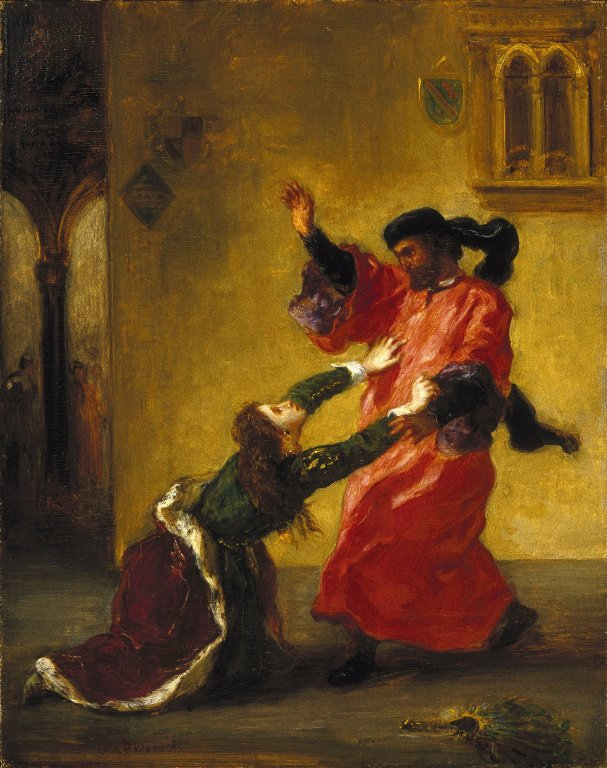
Дездемона, проклятая своим отцом, Эжен Делакруа, 1850-1854 гг.
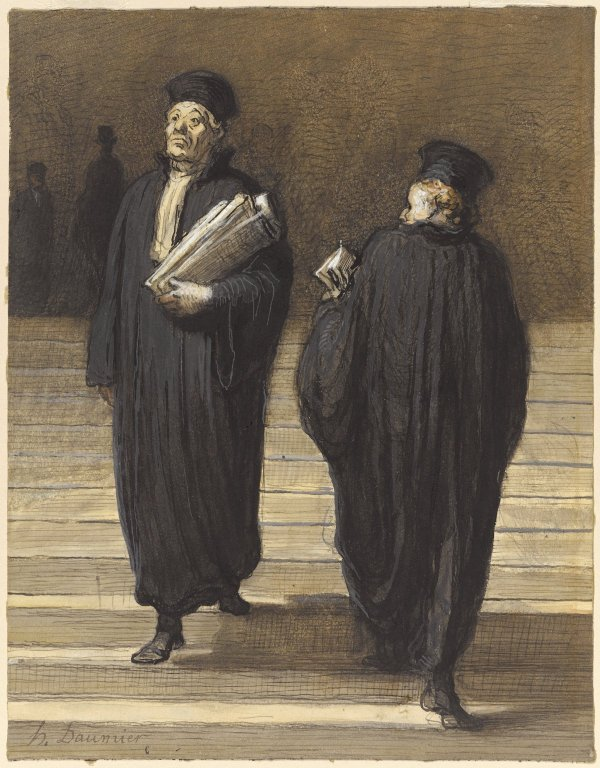
Двое коллег-юристов, Оноре Домье, между 1865 и 1870 гг.
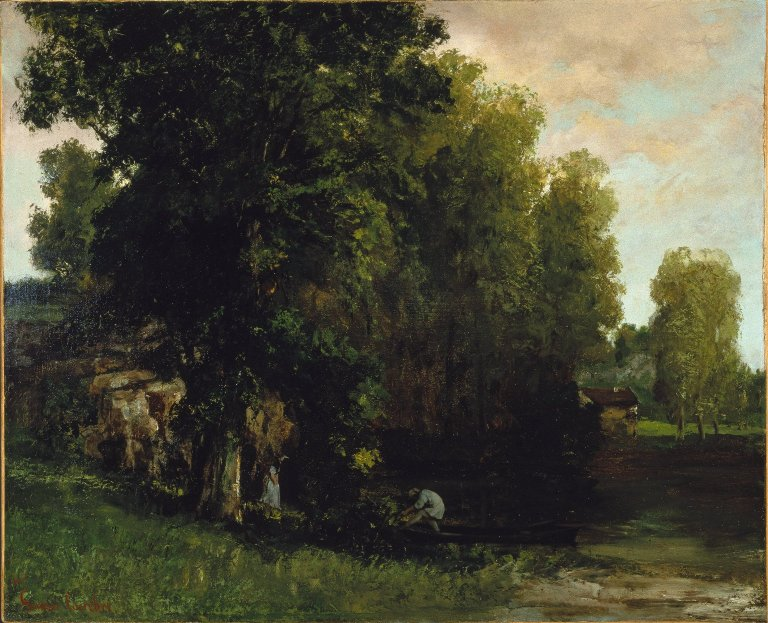
На краю бассейна, Гюстав Курбе, 1867 г.
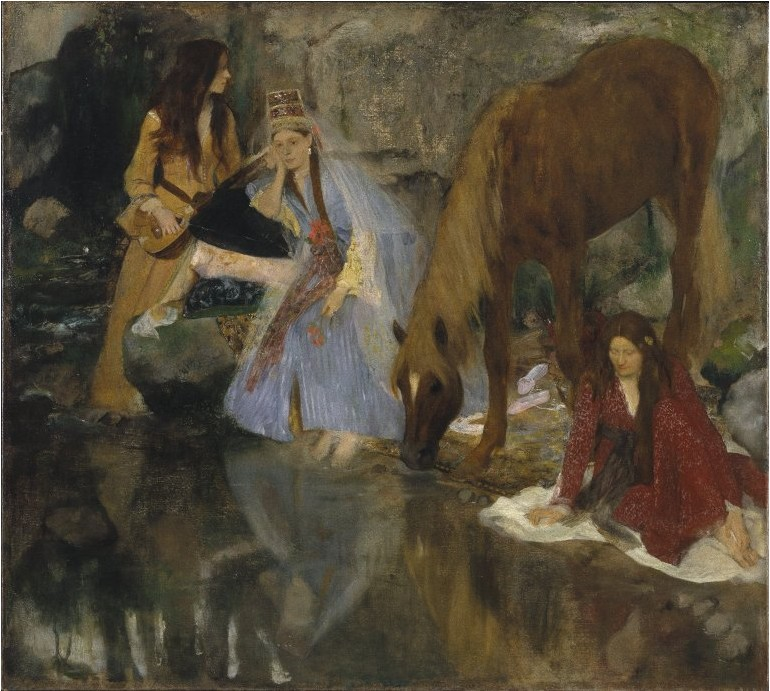
Портрет Мисс Эжени Фиокр, Эдгара Дега, 1867-1868 гг.
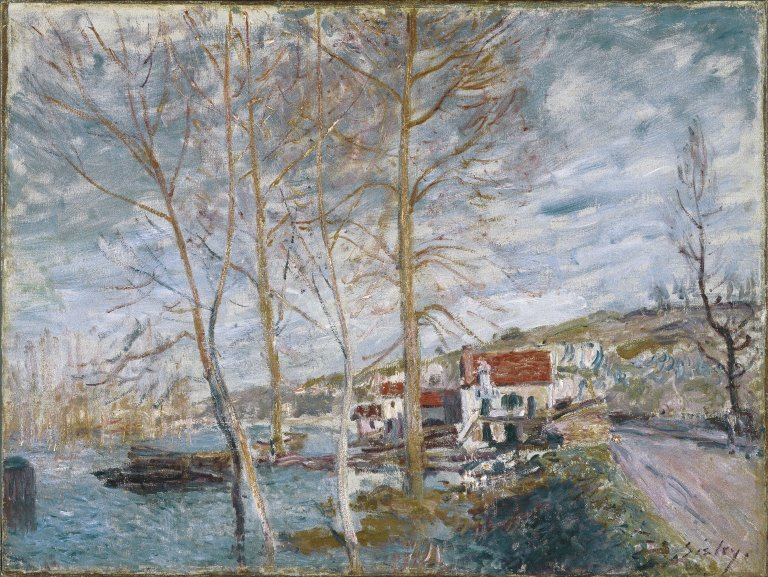
Наводнение в Морэ, Альфред Сислей,1879 г.
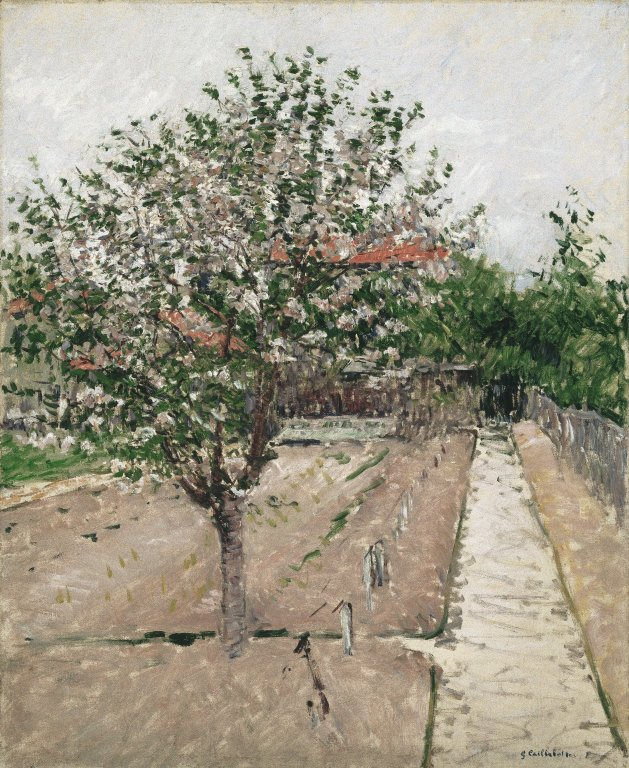
Яблоня в цвету, Гюстав Кайботт, ок. 1885 г.
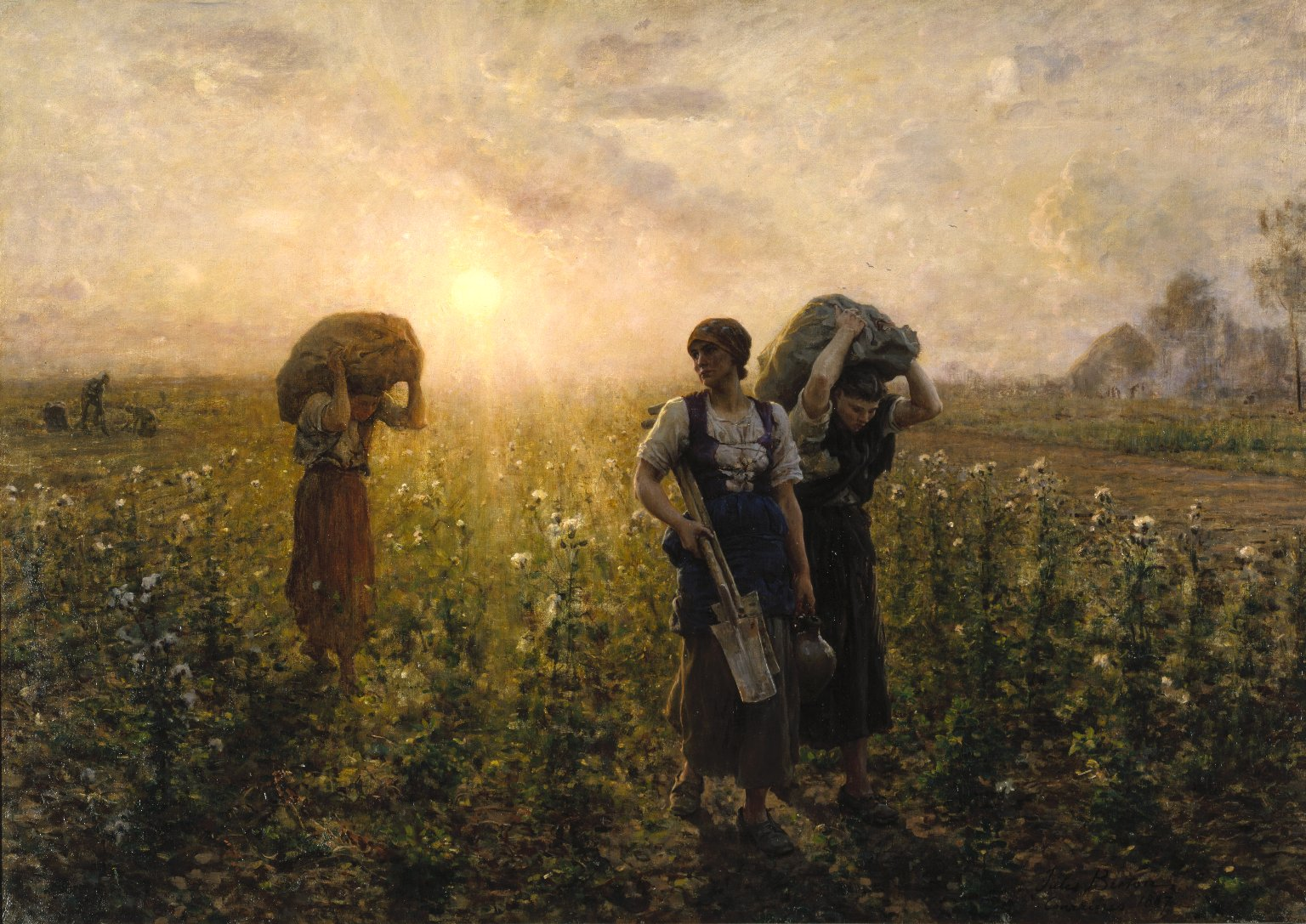
Конец рабочего дня, Жюль Бретон, ок. 1886-1887 гг.
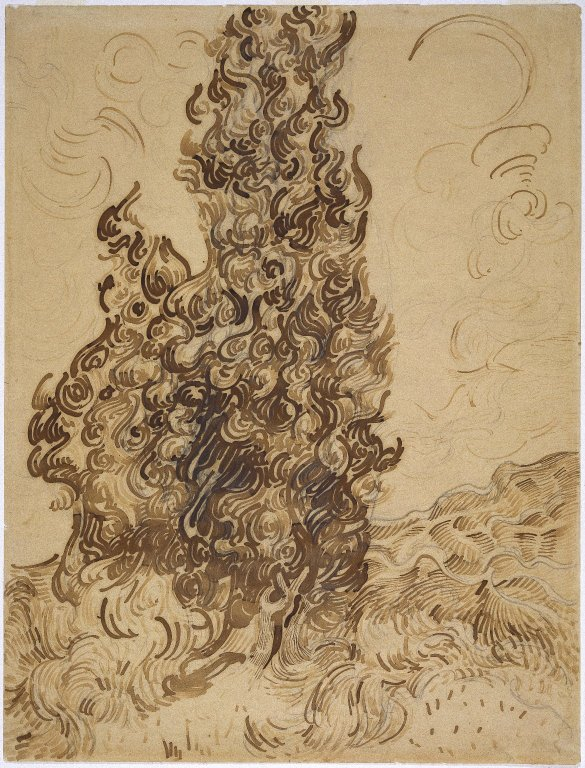
Кипарисы, Винсент Ван Гог, 1889 г.
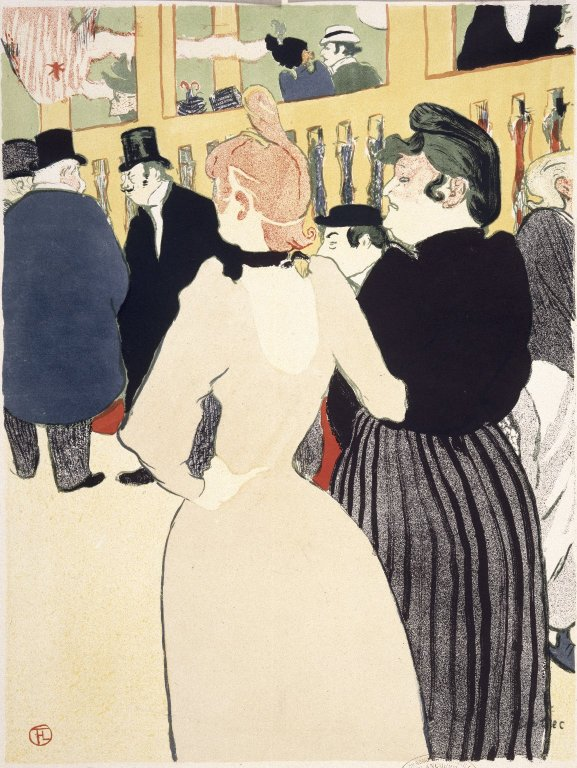
В "Мулен Руж", Анри де Тулуз-Лотрек, ок. 1892 г.
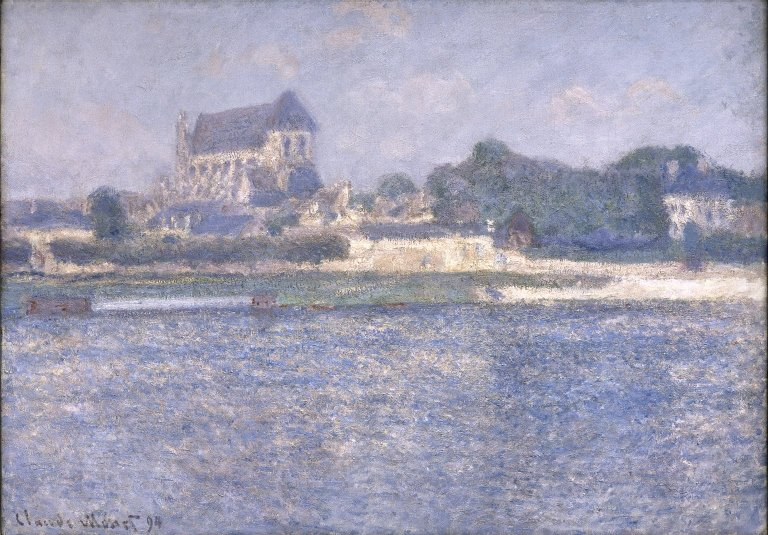
Церковь в Верноне, Клод Моне, 1894 г.
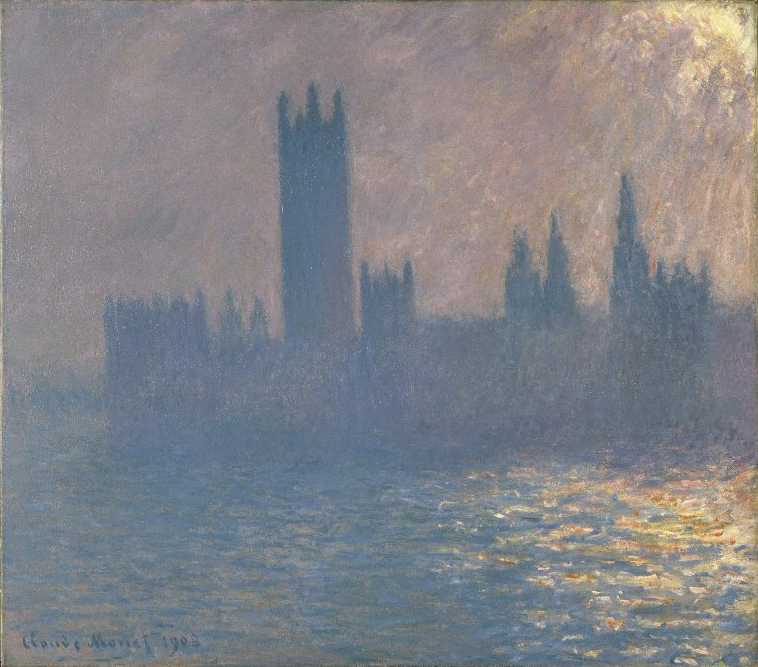
Здания парламента эффект солнечного света, Клод Моне, 1903 г.
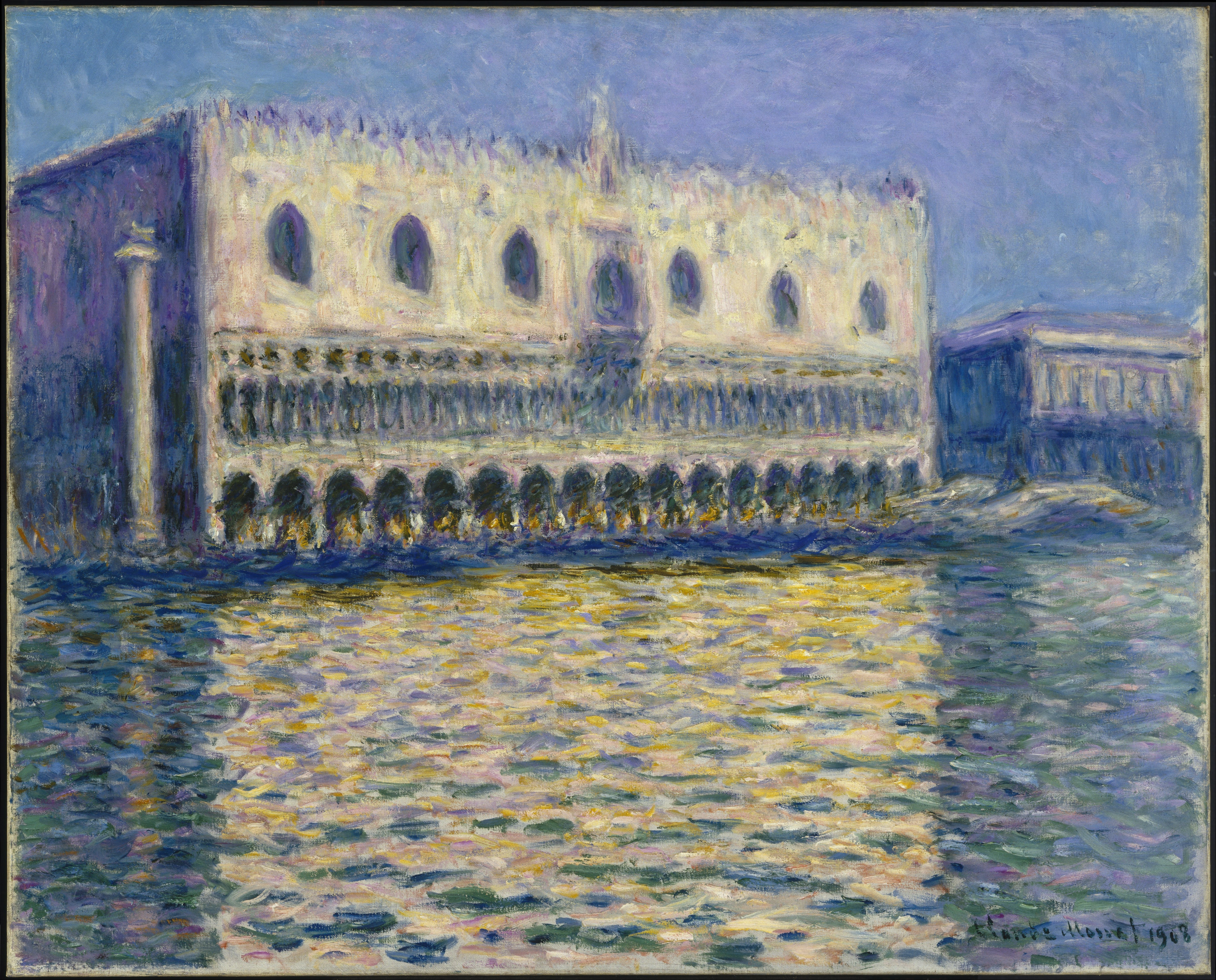
Дворец Дожей, Клод Моне, 1908 г.
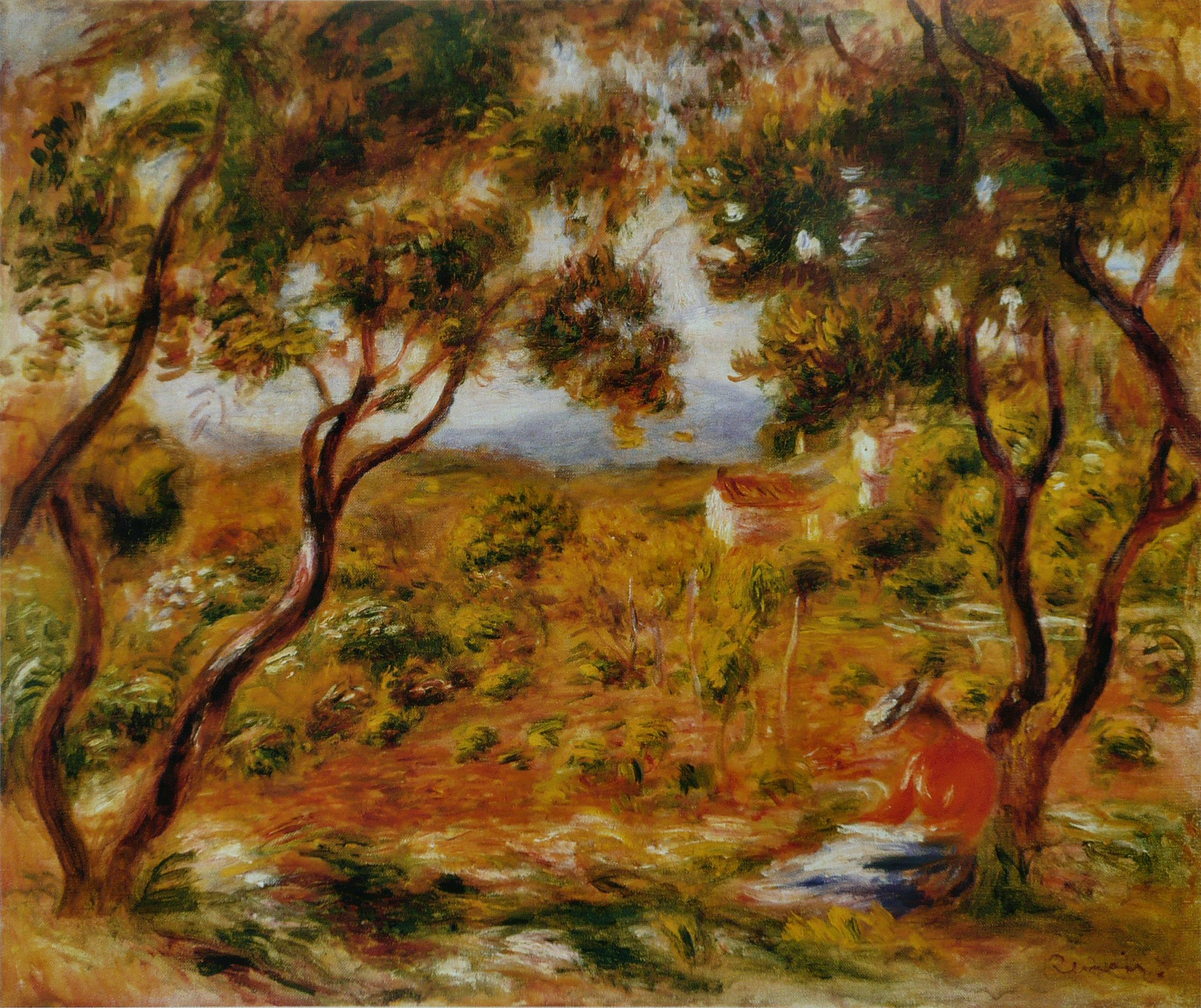
Виноградники, Пьер Огюст Ренуар, 1908 г.
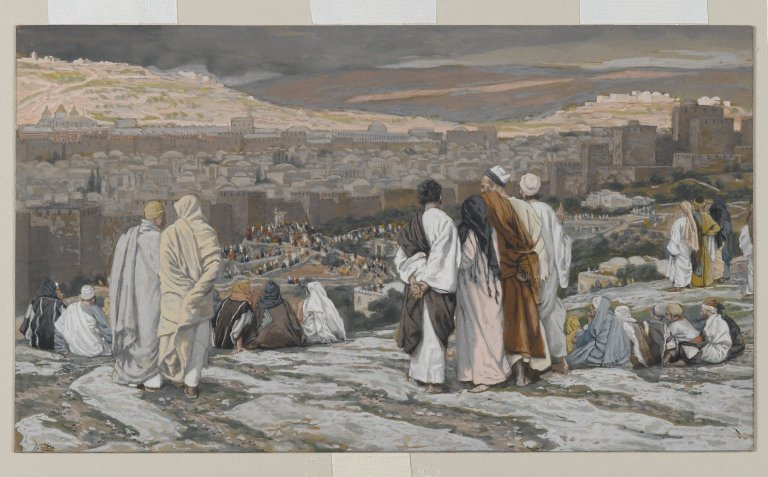
Ученики, покинувшие свое укрытие, наблюдают издалека в агонии, Джеймс Тиссо, ок. 1886-1894 гг.